# France aux Jeux olympiques d'été de 2016
La France participe aux Jeux olympiques de 2016 à Rio de Janeiro au Brésil du 5 au 21 août 2016. Il s'agit de sa 28e participation à des Jeux olympiques d'été. Avec un total de 399 athlètes français, la France parvient à se hisser à la 7e place dans le classement par nation. Le porte-drapeau conduisant la délégation française lors de la cérémonie d'ouverture fut le judoka Teddy Riner.

## Nombre d’athlètes qualifiés par sport
Voici la liste des qualifiés français par sport :
| Sport                 | Hommes | Femmes | Total |
| --------------------- | ------ | ------ | ----- |
| Athlétisme            | 29     | 25     | 54    |
| Aviron                | 14     | 4      | 18    |
| Badminton             | 1      | 1      | 2     |
| Basket-ball           | 12     | 12     | 24    |
| Beach-volley          | 0      | 0      | 0     |
| Boxe                  | 8      | 2      | 10    |
| Canoë-kayak           | 11     | 6      | 17    |
| Cyclisme              | 14     | 7      | 21    |
| Équitation            | 9      | 3      | 12    |
| Escrime               | 9      | 8      | 17    |
| Football              | 0      | 18     | 18    |
| Golf                  | 2      | 2      | 4     |
| Gymnastique           | 6      | 7      | 13    |
| Haltérophilie         | 4      | 1      | 5     |
| Handball              | 15     | 16     | 31    |
| Hockey sur gazon      | 0      | 0      | 0     |
| Judo                  | 7      | 7      | 14    |
| Lutte                 | 1      | 1      | 2     |
| Natation              | 17     | 13     | 30    |
| Natation synchronisée | n. d.  | 2      | 2     |
| Pentathlon moderne    | 2      | 1      | 3     |
| Plongeon              | 2      | 1      | 3     |
| Rugby à sept          | 12     | 12     | 24    |
| Taekwondo             | 1      | 3      | 4     |
| Tennis                | 6      | 3      | 9     |
| Tennis de table       | 4      | 1      | 5     |
| Tir                   | 7      | 4      | 11    |
| Tir à l'arc           | 3      | 0      | 3     |
| Triathlon             | 3      | 2      | 5     |
| Voile                 | 8      | 7      | 15    |
| Volley-ball           | 12     | 0      | 12    |
| Water-polo            | 13     | 0      | 13    |
| Total                 | 232    | 169    | 401   |

## Bilan général

### Par sport
| Place | Sport              | Médaille d'or, Jeux olympiques | Médaille d'argent, Jeux olympiques | Médaille de bronze, Jeux olympiques | Total | Rang pays |
| 1     | Boxe               | 2                              | 2                                  | 2                                   | 6     | 3e        |
| 2     | Judo               | 2                              | 2                                  | 1                                   | 5     | 2e        |
| 3     | Equitation         | 2                              | 1                                  | 0                                   | 3     | 2e        |
| 4     | Canoë-kayak        | 1                              | 1                                  | 1                                   | 3     | 6e        |
| 4     | Escrime            | 1                              | 1                                  | 1                                   | 3     | 4e        |
| 6     | Voile              | 1                              | 0                                  | 2                                   | 3     | 6e        |
| 7     | Aviron             | 1                              | 0                                  | 1                                   | 2     | 8e        |
| 8     | Athlétisme         | 0                              | 3                                  | 3                                   | 6     | 21e       |
| 9     | Natation           | 0                              | 2                                  | 1                                   | 3     | 17e       |
| 10    | Handball           | 0                              | 2                                  | 0                                   | 2     | 3e        |
| 11    | Tir                | 0                              | 1                                  | 1                                   | 2     | 12e       |
| 12    | Tir à l'arc        | 0                              | 1                                  | 0                                   | 1     | 3e        |
| 12    | Pentathlon moderne | 0                              | 1                                  | 0                                   | 1     | 3e        |
| 12    | Taekwondo          | 0                              | 1                                  | 0                                   | 1     | 9e        |
| 15    | Cyclisme           | 0                              | 0                                  | 1                                   | 1     | 18e       |
|       | Total              | 10                             | 18                                 | 14                                  | 42    | 7e        |

### Par jour
| Jour    | Médaille d'or, Jeux olympiques | Médaille d'argent, Jeux olympiques | Médaille de bronze, Jeux olympiques | Total |
| 6 août  | 0                              | 0                                  | 0                                   | 0     |
| 7 août  | 0                              | 1                                  | 0                                   | 1     |
| 8 août  | 0                              | 0                                  | 0                                   | 0     |
| 9 août  | 2                              | 2                                  | 1                                   | 5     |
| 10 août | 0                              | 0                                  | 0                                   | 0     |
| 11 août | 0                              | 1                                  | 4                                   | 5     |
| 12 août | 3                              | 3                                  | 0                                   | 6     |
| 13 août | 0                              | 1                                  | 0                                   | 1     |
| 14 août | 2                              | 0                                  | 2                                   | 4     |
| 15 août | 0                              | 1                                  | 1                                   | 2     |
| 16 août | 0                              | 2                                  | 3                                   | 5     |
| 17 août | 1                              | 0                                  | 1                                   | 2     |
| 18 août | 0                              | 1                                  | 2                                   | 3     |
| 19 août | 1                              | 2                                  | 0                                   | 3     |
| 20 août | 0                              | 3                                  | 0                                   | 3     |
| 21 août | 1                              | 1                                  | 0                                   | 2     |
| Total   | 10                             | 18                                 | 14                                  | 42    |

### Par sexe
| Sexe   | Médaille d'or, Jeux olympiques | Médaille d'argent, Jeux olympiques | Médaille de bronze, Jeux olympiques | Total |
| Hommes | 5                              | 10                                 | 13                                  | 28    |
| Femmes | 3                              | 7                                  | 1                                   | 11    |
| Mixte  | 2                              | 1                                  | 0                                   | 3     |
| Total  | 10                             | 18                                 | 14                                  | 42    |

### Multi médaillés
| Noms             | Médaille d'or, Jeux olympiques | Médaille d'argent, Jeux olympiques | Médaille de bronze, Jeux olympiques | Total |
| Astier Nicolas   | 1                              | 1                                  | 0                                   | 2     |
| Gauthier Grumier | 1                              | 0                                  | 1                                   | 2     |
| Florent Manaudou | 0                              | 2                                  | 0                                   | 2     |

## Médaillés

### Médailles d’or
| Sport               | Discipline                   | Sportifs | Performance               | Date    |
| Médailles d’or : 10 |                              | |                           |         |
| Aviron              | Deux de couple poids légers  | Jérémie Azou Pierre Houin | 6 min 30 s 70             | 12 août |
| Boxe                | Légers (-60 kg)              | Estelle Mossely | 2 - 1 contre Yin          | 19 août |
| Boxe                | Super-lourds (+91 kg)        | Tony Yoka | 2 - 1 contre Joyce        | 21 août |
| Canoë-kayak         | Slalom C1 hommes             | Denis Gargaud Chanut | 94 s 17                   | 9 août  |
| Équitation          | Concours complet par équipes | Karim Laghouag sur Entebbe Thibaut Vallette sur Qing du Briot Mathieu Lemoine sur Bart L Astier Nicolas sur Piaf de B’Neville                                  | 169,00 points de pénalité | 9 août  |
| Équitation          | Saut d'obstacles par équipes | Roger-Yves Bost sur Sydney Une Prince Philippe Rozier sur Rahotep de Toscane Pénélope Leprévost sur Flora de Mariposa Kevin Staut sur Rêveur de Hurtebise *HDC | 3,00 points de pénalité   | 17 août |
| Escrime             | Épée par équipes             | Gauthier Grumier Daniel Jérent Yannick Borel Jean-Michel Lucenay (R)                                                                                           | 45 - 31 contre Italie     | 14 août |
| Judo                | Plus de 78 kg femmes         | Émilie Andéol | 100s1 - 0s1 contre Ortíz  | 12 août |
| Judo                | Plus de 100 kg hommes        | Teddy Riner | 0s1 - 0s2 contre Harasawa | 12 août |
| Voile               | RS:X femmes                  | Charline Picon | 64 points                 | 14 août |

### Médailles d'argent
| Sport                   | Discipline                         | Sportifs | Performance               | Date    |
| Médailles d’argent : 18 |                                    | |                           |         |
| Athlétisme              | Saut à la perche                   | Renaud Lavillenie | 5,98 m                    | 15 août |
| Athlétisme              | Lancer du disque                   | Mélina Robert-Michon | 66,73 m                   | 16 août |
| Athlétisme              | Décathlon                          | Kévin Mayer | 8 834 points              | 18 août |
| Boxe                    | Légers (-60 kg)                    | Sofiane Oumiha | 0-3 contre Conceição      | 16 août |
| Boxe                    | Mouches (-51 kg)                   | Sarah Ourahmoune | 0-3 contre Adams          | 20 août |
| Canoë-kayak             | K1 - 200 m                         | Maxime Beaumont | 35 s 362                  | 20 août |
| Équitation              | Concours complet individuel        | Astier Nicolas sur Piaf de B’Neville | 48,00 points de pénalité  | 9 août  |
| Escrime                 | Fleuret par équipes                | Enzo Lefort Erwann Le Péchoux Jérémy Cadot Jean-Paul Tony Helissey (R) | 41 - 45 contre Russie     | 12 août |
| Handball                | Tournoi féminin de handball        | Camille Ayglon-Saurina Chloé Bulleux Blandine Dancette Siraba Dembélé Béatrice Edwige Laura Glauser Tamara Horacek Manon Houette Alexandra Lacrabère Laurisa Landre Amandine Leynaud Gnonsiane Niombla Estelle Nze Minko Allison Pineau Marie Prouvensier Grâce Zaadi | 19 - 22 contre la Russie  | 20 août |
| Handball                | Tournoi masculin de handball       | Luc Abalo Adrien Dipanda Ludovic Fabregas Vincent Gérard Mathieu Grebille Michaël Guigou Luka Karabatic Nikola Karabatic Kentin Mahé Daniel Narcisse Timothey N'Guessan Olivier Nyokas Thierry Omeyer Valentin Porte Cédric Sorhaindo                                 | 26 - 28 contre Danemark   | 21 août |
| Judo                    | Moins de 63 kg femmes              | Clarisse Agbegnenou | 0 - 101 contre Trstenjak  | 9 août  |
| Judo                    | Moins de 78 kg femmes              | Audrey Tcheuméo | 0s2 - 100 contre Harrison | 11 août |
| Natation                | Relais 4 × 100 m nage libre hommes | Fabien Gilot William Meynard Jérémy Stravius Clément Mignon Florent Manaudou Mehdy Metella | 3 min 10 s 53             | 7 août  |
| Natation                | 50 mètres nage libre hommes        | Florent Manaudou | 21 s 41                   | 12 août |
| Pentathlon moderne      | Femmes                             | Élodie Clouvel | 1 356 points              | 19 août |
| Taekwondo               | -67 kg                             | Haby Niaré | 12 - 13 contre Oh         | 19 août |
| Tir                     | Pistolet à 25 m tir rapide         | Jean Quiquampoix | 30                        | 13 août |
| Tir à l'arc             | Individuel                         | Jean-Charles Valladont | 3 - 7 contre Ku           | 12 août |

### Médailles de bronze
| Sport                    | Discipline                       | Sportifs                                                          | Performance                     | Date    |
| Médailles de bronze : 14 |                                  |                                                                   |                                 |         |
| Athlétisme               | 110 m haies                      | Dimitri Bascou                                                    | 13 s 24                         | 16 août |
| Athlétisme               | 3 000 m steeple                  | Mahiedine Mekhissi-Benabbad                                       | 8 min 11 s 52                   | 17 août |
| Athlétisme               | 200 m                            | Christophe Lemaitre                                               | 20 s 12                         | 18 août |
| Aviron                   | Quatre sans barreur poids légers | Franck Solforosi Guillaume Raineau Thomas Baroukh Thibault Colard | 6 min 22 s 85                   | 11 août |
| Boxe                     | Welters (-69 kg)                 | Souleymane Cissokho                                               | 0-3 sur blessure de Yeleussinov | 15 août |
| Boxe                     | Mi-lourds (-81 kg)               | Mathieu Bauderlique                                               | 0-3 contre de la Cruz           | 16 août |
| Canoë-kayak              | Slalom C2 hommes                 | Gauthier Klauss Matthieu Péché                                    | 103 s 24                        | 11 août |
| Cyclisme sur piste       | Vitesse par équipes hommes       | Grégory Baugé Michaël D'Almeida François Pervis                   | 43 s 143                        | 11 août |
| Eau libre                | 10 km hommes                     | Marc-Antoine Olivier                                              | 1 h 53 min 2 s 0                | 16 août |
| Escrime                  | Épée masculine individuelle      | Gauthier Grumier                                                  | 15 - 11 contre Steffen          | 9 août  |
| Judo                     | Moins de 100 kg hommes           | Cyrille Maret                                                     | 100 - 0 contre Frey             | 11 août |
| Tir                      | Carabine à 50 m 3 positions      | Alexis Raynaud                                                    | 448,4 points                    | 14 août |
| Voile                    | RS:X hommes                      | Pierre Le Coq                                                     | 86 points                       | 14 août |
| Voile                    | 470 femmes                       | Camille Lecointre Hélène Defrance                                 | 62 points                       | 18 août |

## Athlétisme
La France qualifie 54 athlètes pour les Jeux de Rio, soit autant qu'à Londres et un de plus qu'à Pékin. Elle sera représentée dans 28 épreuves (autant qu'à Londres et une de moins qu'à Pékin). Les quatre relais sont qualifiés. Parmi les absents notables, on retrouve Éloyse Lesueur, qui a échoué à réaliser les minima ; Teddy Tamgho, victime d'une fracture du tibia lors des Championnats de France ou encore les marathoniens, dont aucun n'est parvenu à réaliser les temps demandés par la Fédération Française d'athlétisme.
Hommes
Courses
| Athlète                                                                                           | Épreuve          | Séries        | Séries      | Demi-finales  | Demi-finales | Finale        | Finale                              |
| Athlète                                                                                           | Épreuve          | Temps         | Rang        | Temps         | Rang         | Temps         | Rang                                |
| ------------------------------------------------------------------------------------------------- | ---------------- | ------------- | ----------- | ------------- | ------------ | ------------- | ----------------------------------- |
| Jimmy Vicaut                                                                                      | 100 m            | 10 s 19       | 21e         | 9 s 95        | 4e           | 10 s 04       | 7e                                  |
| Christophe Lemaitre                                                                               | 100 m            | 10 s 16       | 15e         | 10 s 07       | 13e          | Éliminé       | Éliminé                             |
| Christophe Lemaitre                                                                               | 200 m            | 20 s 28       | 15e         | 20 s 01       | 4e           | 20 s 12       | Médaille de bronze, Jeux olympiques |
| Pierre-Ambroise Bosse                                                                             | 800 m            | 1 min 48 s 12 | 30e         | 1 min 43 s 85 | 1er          | 1 min 43 s 41 | 4e                                  |
| Florian Carvalho                                                                                  | 1 500 m          | 3 min 41 s 87 | 21e         | Éliminé       | Éliminé      | Éliminé       | Éliminé                             |
| Dimitri Bascou                                                                                    | 110 m haies      | 13 s 31       | 3e          | 13 s 23       | 2e           | 13 s 24       | Médaille de bronze, Jeux olympiques |
| Pascal Martinot-Lagarde                                                                           | 110 m haies      | 13 s 36       | 5e          | 13 s 25       | 3e           | 13 s 29       | 4e                                  |
| Wilhem Belocian                                                                                   | 110 m haies      | Disqualifié   | Disqualifié | Éliminé       | Éliminé      | Éliminé       | Éliminé                             |
| Mahiedine Mekhissi-Benabbad                                                                       | 3 000 m steeple  | 8 min 26 s 32 | 12e         | Non courues   | Non courues  | 8 min 11 s 52 | Médaille de bronze, Jeux olympiques |
| Yoann Kowal                                                                                       | 3 000 m steeple  | 8 min 23 s 49 | 5e          | Non courues   | Non courues  | 8 min 16 s 75 | 5e                                  |
| Kévin Campion                                                                                     | 20 km marche     | Non courues   | Non courues | Non courues   | Non courues  | 1 h 26 min 22 | 49e                                 |
| Yohann Diniz                                                                                      | 50 km marche     | Non courues   | Non courues | Non courues   | Non courues  | 3 h 46 min 43 | 8e                                  |
| Guy-Elphège Anouman Stuart Dutamby Christophe Lemaitre Marvin René Jimmy Vicaut Mickael-Meba Zeze | Relais 4 x 100 m | 38 s 35       | 11e         | Non courues   | Non courues  | Éliminés      | Éliminés                            |
| Mame-Ibra Anne Mamadou Kassé Hanne Mamoudou Hanne Teddy Atine-Venel Thomas Jordier Ludvy Vaillant | Relais 4 x 400 m | 3 min 0 s 82  | 10e         | Non courues   | Non courues  | Éliminés      | Éliminés                            |

La France n'est pas représentée au 400 m, 5 000 m, 10 000 m, 400 m haies et au marathon.
Concours
| Athlète           | Épreuve          | Qualifications | Qualifications | Finale      | Finale                             |
| Athlète           | Épreuve          | Performance    | Rang           | Performance | Rang                               |
| ----------------- | ---------------- | -------------- | -------------- | ----------- | ---------------------------------- |
| Benjamin Compaoré | Triple saut      | 16,72 m        | 9e             | 16,54 m     | 10e                                |
| Harold Correa     | Triple saut      | 16,60 m        | 13e            | Éliminé     | Éliminé                            |
| Kafétien Gomis    | Saut en longueur | 7,89 m         | 11e            | 8,05 m      | 8e                                 |
| Renaud Lavillenie | Saut à la perche | 5,70 m         | 4e             | 5,98 m      | Médaille d'argent, Jeux olympiques |
| Stanley Joseph    | Saut à la perche | 5,45 m         | 16e            | Éliminé     | Éliminé                            |
| Kevin Menaldo     | Saut à la perche | 5,45 m         | 16e            | Éliminé     | Éliminé                            |

La France n'est pas représentée en saut en hauteur, en lancer du poids, en lancer du marteau, en lancer du disque et en lancer du javelot.
Combinés – Décathlon
| Athlète        | Épreuve  | 100 m   | SL     | LP      | SH     | 400 m   | 110 H   | LD      | SP     | LJ      | 1 500 m       | Total | Rang                               |
| -------------- | -------- | ------- | ------ | ------- | ------ | ------- | ------- | ------- | ------ | ------- | ------------- | ----- | ---------------------------------- |
| Kévin Mayer    | Résultat | 10 s 81 | 7,60 m | 15,76 m | 2,04 m | 48 s 28 | 14 s 02 | 46,78 m | 5,40 m | 65,04 m | 4 min 25 s 49 | 8 834 | Médaille d'argent, Jeux olympiques |
| Kévin Mayer    | Points   | 903     | 960    | 836     | 840    | 896     | 972     | 804     | 1 035  | 814     | 774           | 8 834 | Médaille d'argent, Jeux olympiques |
| Bastien Auzeil | Résultat | 11 s 17 | 7,07 m | 15,41 m | 1,98 m | 49 s 34 | 14 s 82 | 42,23 m | 5,10 m | 61,91 m | 4 min 40 s 50 | 8 064 | 13e                                |
| Bastien Auzeil | Points   | 823     | 830    | 815     | 785    | 845     | 871     | 710     | 941    | 767     | 677           | 8 064 | 13e                                |

Femmes
Courses
| Athlète                                                                                         | Épreuve          | Séries        | Séries      | Demi-finales | Demi-finales | Finale        | Finale    |
| Athlète                                                                                         | Épreuve          | Temps         | Rang        | Temps        | Rang         | Temps         | Rang      |
| ----------------------------------------------------------------------------------------------- | ---------------- | ------------- | ----------- | ------------ | ------------ | ------------- | --------- |
| Cindy Billaud                                                                                   | 100 m haies      | 12 s 98       | 22e         | 13 s 03      | 17e          | Éliminée      | Éliminée  |
| Sandra Gomis                                                                                    | 100 m haies      | 13 s 04       | 26e         | 13 s 23      | 20e          | Éliminée      | Éliminée  |
| Floria Gueï                                                                                     | 400 m            | 51 s 29       | 7e          | 51 s 08      | 11e          | Éliminée      | Éliminée  |
| Phara Anacharsis                                                                                | 400 m haies      | 56 s 64       | 27e         | Éliminée     | Éliminée     | Éliminée      | Éliminée  |
| Justine Fedronic                                                                                | 800 m            | 2 min 02 s 73 | 46e         | Éliminée     | Éliminée     | Éliminée      | Éliminée  |
| Rénelle Lamote                                                                                  | 800 m            | 2 min 02 s 19 | 44e         | Éliminée     | Éliminée     | Éliminée      | Éliminée  |
| Émilie Menuet                                                                                   | 20 km marche     | Non courues   | Non courues | Non courues  | Non courues  | 1 h 32 min 04 | 13e       |
| Christelle Daunay                                                                               | Marathon         | Non couru     | Non couru   | Non couru    | Non couru    | Abandon       | Abandon   |
| Stella Akakpo Céline Distel-Bonnet Jennifer Galais Floriane Gnafoua Maroussia Paré Carolle Zahi | Relais 4 x 100 m | 43 s 07       | 11e         | Non courues  | Non courues  | Éliminées     | Éliminées |
| Phara Anacharsis Elea-Mariama Diarra Marie Gayot Floria Gueï Brigitte Ntiamoah Agnès Raharolahy | Relais 4 x 400 m | 3 min 26 s 18 | 10e         | Non courues  | Non courues  | Éliminées     | Éliminées |

La France n'est pas représentée au 100 m, 200 m, 1 500 m, 5 000 m, 10 000 m et au 3 000 m steeple.
Concours
| Athlètes              | Épreuve           | Qualification | Qualification | Finale       | Finale                             |
| Athlètes              | Épreuve           | Performances  | Rang          | Performances | Rang                               |
| --------------------- | ----------------- | ------------- | ------------- | ------------ | ---------------------------------- |
| Jeanine Assani-Issouf | Triple saut       | 13,97 m       | 19e           | Éliminée     | Éliminée                           |
| Vanessa Boslak        | Saut à la perche  | 4,30 m        | 28e           | Éliminée     | Éliminée                           |
| Mathilde Andraud      | Lancer du javelot | 56,61 m       | 24e           | Éliminée     | Éliminée                           |
| Pauline Pousse        | Lancer du disque  | 58,98 m       | 13e           | Éliminée     | Éliminée                           |
| Mélina Robert-Michon  | Lancer du disque  | 62,59 m       | 7e            | 66,73 m      | Médaille d'argent, Jeux olympiques |
| Alexandra Tavernier   | Lancer du marteau | 70,30 m       | 12e           | 65,18 m      | 11e                                |

La France n'est pas représentée en saut en hauteur, en saut en longueur et en lancer du poids.
Combinés – Heptathlon
| Athlète                | Épreuve  | 100 H   | SH     | LP      | 200 m   | SL     | LJ      | 800 m         | Total | Rang |
| ---------------------- | -------- | ------- | ------ | ------- | ------- | ------ | ------- | ------------- | ----- | ---- |
| Antoinette Nana Djimou | Résultat | 13 s 37 | 1,77 m | 14,88 m | 25 s 07 | 6,43 m | 48,76 m | 2 min 20 s 36 | 6 383 | 11e  |
| Antoinette Nana Djimou | Points   | 1 069   | 941    | 853     | 880     | 985    | 836     | 819           | 6 383 | 11e  |

## Aviron
Les qualifications se sont terminées en mai 2016. Le sport n'admet que 550 athlètes, avec un maximum de 48 rameurs par nation et que pour chaque épreuve, on n'autorise qu'une embarcation pour chaque nation. La France peut se qualifier avec les championnats du monde d'aviron 2015, qu'elle organisa, et la régate européenne de qualification.
La France qualifie 6 embarcations aux championnats du monde (dont deux embarcations féminines, ce qui n'avait pas été le cas à Londres). Après l'échec de la qualification du huit, un quatre en pointe est formé et se qualifie lors de la régate finale de qualification olympique.
Ainsi, la France qualifie 7 embarcations (soit 18 athlètes) pour Rio sur 14 possibles, soit 2 de plus qu'à Londres (4 athlètes de plus) mais une de moins qu'à Pékin (3 athlètes de moins).
Légende: FA = finale A (médaille) ; FB = finale B (pas de médaille) ; FC = finale C (pas de médaille) ; FD = finale D (pas de médaille) ; FE = finale E (pas de médaille) ; FF = finale F (pas de médaille) ; SA/B = demi-finales A/B ; SC/D = demi-finales C/D ; SE/F = demi-finales E/F ; QF = quarts de finale; R= repêchage
Hommes
| Athlète                                                           | Compétition                      | Séries        | Séries | Repêchage     | Repêchage | Demi-finales  | Demi-finales | Finale        | Finale                              |
| Athlète                                                           | Compétition                      | Temps         | Rang   | Temps         | Rang      | Temps         | Rang         | Temps         | Rang                                |
| ----------------------------------------------------------------- | -------------------------------- | ------------- | ------ | ------------- | --------- | ------------- | ------------ | ------------- | ----------------------------------- |
| Germain Chardin Dorian Mortelette                                 | Deux sans barreur                | 6 min 42 s 00 | 1er    | exempts       | exempts   | 6 min 26 s 10 | SA/B 3e      | 7 min 09 s 91 | FA 5e                               |
| Matthieu Androdias Hugo Boucheron                                 | Deux de couple                   | 6 min 33 s 03 | 2e     | exempts       | exempts   | 6 min 16 s 15 | SA/B 3e      | 7 min 02 s 06 | FA 6e                               |
| Jérémie Azou Pierre Houin                                         | Deux de couple poids légers      | 6 min 24 s 62 | 1er    | exempts       | exempts   | 6 min 34 s 43 | SA/B 1er     | 6 min 30 s 70 | Médaille d'or, Jeux olympiques      |
| Benjamin Lang Mickaël Marteau Théophile Onfroy Valentin Onfroy    | Quatre sans barreur              | 6 min 00 s 72 | 3e     | exempts       | exempts   | 6 min 26 s 94 | SA/B 5e      | 6 min 02 s 21 | FB 11e                              |
| Thomas Baroukh Thibault Colard Guillaume Raineau Franck Solforosi | Quatre sans barreur poids légers | 6 min 07 s 31 | 4e     | 6 min 01 s 18 | 1er       | 6 min 07 s 32 | SA/B 2e      | 6 min 22 s 85 | Médaille de bronze, Jeux olympiques |

La France n'est pas représentée en skiff, en quatre de couple et en huit.
Femmes
| Athlète                                    | Compétition       | Séries        | Séries | Repêchage     | Repêchage | Demi-finales  | Demi-finales | Finale        | Finale |
| Athlète                                    | Compétition       | Temps         | Rang   | Temps         | Rang      | Temps         | Rang         | Temps         | Rang   |
| ------------------------------------------ | ----------------- | ------------- | ------ | ------------- | --------- | ------------- | ------------ | ------------- | ------ |
| Noémie Kober Marie Le Nepvou               | Deux sans barreur | 7 min 26 s 28 | 4e     | 7 min 59 s 44 | 3e        | 7 min 44 s 81 | SA/B 6e      | 7 min 26 s 55 | FB 12e |
| Hélène Lefebvre Elodie Ravera-Scaramozzino | Deux de couple    | 7 min 05 s 65 | 3e     | exemptes      | exemptes  | 6 min 54 s 34 | SA/B 3e      | 7 min 52 s 03 | FA 5e  |

La France n'est pas représentée en skiff, en quatre de couple, en huit et en deux de couple poids légers.

## Badminton
Les qualifications autorisent 172 athlètes et se basent selon le classement BWF du 4 mai 2015 au 1er mai 2016.
Via le classement olympique, la France qualifie deux athlètes en simple, soit autant qu'à Londres et à Pékin. Longtemps, une paire en double mixte (Labar-Lefel) est en position de qualifiable mais cède dans les derniers mois de qualifications.
| Athlète         | Compétition   | Phase de groupes             | Phase de groupes                 | Phase de groupes | Phase de groupes | 1/8e de finale   | Quarts de finale | Demi-finales     | Finale           | Finale   |
| Athlète         | Compétition   | Adversaire Score             | Adversaire Score                 | Adversaire Score | Rang             | Adversaire Score | Adversaire Score | Adversaire Score | Adversaire Score | Rang     |
| --------------- | ------------- | ---------------------------- | -------------------------------- | ---------------- | ---------------- | ---------------- | ---------------- | ---------------- | ---------------- | -------- |
| Brice Leverdez  | Simple hommes | bat Must 21-18, 18-21, 21-12 | battu par Jørgensen 11-21, 18-21 | NC               | 2e Gr. G         | Éliminé          | Éliminé          | Éliminé          | Éliminé          | Éliminé  |
| Delphine Lansac | Simple dames  | battue par Sung 13-21, 14-21 | battue par Liang 7-21, 15-21     | NC               | 3e Gr. C         | Éliminée         | Éliminée         | Éliminée         | Éliminée         | Éliminée |

## Basket-ball
Les qualifications autorisent 12 équipes dans chaque tournoi, les équipes championnes du monde (soit les États-Unis pour les hommes et les femmes), les champions continentaux, le reste se disputant après un affrontement dans un tournoi de qualification olympique.
Pour les hommes, terminant troisième de l'EuroBasket 2015 en France, ils doivent passer par le tournoi de qualification. Ils remportèrent leurs poule à Manille après avoir gagné face au Canada.
Pour les femmes, finalistes seulement du tournoi européen, elles doivent passer par le tournoi de qualification, en France. Elles gagnèrent leur place face à l'Argentine.

### Tournoi masculin
Sélection
| #        | Nom               | Club                     | Âge | Joués | Points |
| -------- | ----------------- | ------------------------ | --- | ----- | ------ |
|          | Vincent Collet    |                          |     |       |        |
| Meneurs  |                   |                          |     |       |        |
| 4        | Thomas Heurtel    | Anadolu Efes Spor Kulübü | 27  | 6     | 58     |
| 6        | Antoine Diot      | Valencia Basket Club     | 27  | 6     | 24     |
| 9        | Tony Parker       | Spurs de San Antonio     | 34  | 5     | 66     |
| Pivots   |                   |                          |     |       |        |
| 7        | Joffrey Lauvergne | Nuggets de Denver        | 24  | 6     | 59     |
| 16       | Rudy Gobert       | Jazz de l'Utah           | 24  | 6     | 34     |
| 17       | Kim Tillie        | Saski Baskonia           | 27  | 5     | 13     |
| Ailiers  |                   |                          |     |       |        |
| 5        | Nicolas Batum     | Hornets de Charlotte     | 27  | 6     | 42     |
| 8        | Charles Kahudi    | ASVEL Lyon-Villeurbanne  | 29  | 6     | 12     |
| 11       | Florent Piétrus   | SLUC Nancy               | 35  | 6     | 5      |
| 13       | Boris Diaw        | Jazz de l'Utah           | 34  | 6     | 50     |
| 15       | Mickaël Gelabale  | Le Mans Sarthe Basket    | 33  | 6     | 39     |
| Arrières |                   |                          |     |       |        |
| 12       | Nando de Colo     | CSKA Moscou              | 29  | 6     | 88     |

Les résultats de la poule de la France sont :
Classement
| Rang | Équipe     | Pts | J | G | P | Pp  | Pc  | Diff |
| ---- | ---------- | --- | - | - | - | --- | --- | ---- |
| 1    | États-Unis | 10  | 5 | 5 | 0 | 524 | 407 | 117  |
| 2    | Australie  | 9   | 5 | 4 | 1 | 444 | 368 | 76   |
| 3    | France     | 8   | 5 | 3 | 2 | 423 | 378 | 45   |
| 4    | Serbie     | 7   | 5 | 2 | 3 | 426 | 387 | 39   |
| 5    | Venezuela  | 6   | 5 | 1 | 4 | 315 | 444 | -129 |
| 6    | Chine      | 5   | 5 | 0 | 5 | 318 | 466 | -148 |

Le détail des rencontres de l'équipe de France est le suivant :
| 6 août 2016 14h15 (UTC−03:00) | Rapport | Australie                                          | 87-66                    | France                             |  | Carioca Arena 1, Rio de Janeiro Arbitres : Cristiano Maranho Steven Anderson Ferdinand Pascual |
| 6 août 2016 14h15 (UTC−03:00) | Rapport | Score par quart-temps : 20–14, 16–19, 25–15, 26–18 |                          |                                    |  | Carioca Arena 1, Rio de Janeiro Arbitres : Cristiano Maranho Steven Anderson Ferdinand Pascual |
| 6 août 2016 14h15 (UTC−03:00) | Rapport | Score par mi-temps : 36-33, 51-33                  |                          |                                    |  | Carioca Arena 1, Rio de Janeiro Arbitres : Cristiano Maranho Steven Anderson Ferdinand Pascual |
| 6 août 2016 14h15 (UTC−03:00) | Rapport | Mills 21 Baynes 8 Dellavedova 10                   | Points Rebonds Passes d. | Parker 18 Gobert 6 Diaw, Heurtel 3 |  | Carioca Arena 1, Rio de Janeiro Arbitres : Cristiano Maranho Steven Anderson Ferdinand Pascual |

| 8 août 2016 22h30 (UTC−03:00) | Rapport | France                                            | 88-60                    | Chine                  |  | Carioca Arena 1, Rio de Janeiro Arbitres : Juan García Roberto Vázquez Piotr Pastusiak |
| 8 août 2016 22h30 (UTC−03:00) | Rapport | Score par quart-temps : 19-14, 23-9, 22-22, 24-15 |                          |                        |  | Carioca Arena 1, Rio de Janeiro Arbitres : Juan García Roberto Vázquez Piotr Pastusiak |
| 8 août 2016 22h30 (UTC−03:00) | Rapport | Score par mi-temps : 42-23, 46-37                 |                          |                        |  | Carioca Arena 1, Rio de Janeiro Arbitres : Juan García Roberto Vázquez Piotr Pastusiak |
| 8 août 2016 22h30 (UTC−03:00) | Rapport | De Colo 19 Batum 10 Parker 8                      | Points Rebonds Passes d. | Yi 19 Yi 6 Ding, Guo 4 |  | Carioca Arena 1, Rio de Janeiro Arbitres : Juan García Roberto Vázquez Piotr Pastusiak |

| 10 août 2016 14h15 (UTC−03:00) | Rapport | Serbie                                             | 75-76                    | France                   |  | Carioca Arena 1, Rio de Janeiro Arbitres : Borys Ryzhyk Oleg Latisevs Stephen Seibel |
| 10 août 2016 14h15 (UTC−03:00) | Rapport | Score par quart-temps : 17-26, 19-14, 24-17, 15-19 |                          |                          |  | Carioca Arena 1, Rio de Janeiro Arbitres : Borys Ryzhyk Oleg Latisevs Stephen Seibel |
| 10 août 2016 14h15 (UTC−03:00) | Rapport | Score par mi-temps : 36-40, 39-36                  |                          |                          |  | Carioca Arena 1, Rio de Janeiro Arbitres : Borys Ryzhyk Oleg Latisevs Stephen Seibel |
| 10 août 2016 14h15 (UTC−03:00) | Rapport | Raduljica 16 Jokić 7 Teodosić 9                    | Points Rebonds Passes d. | De Colo 22 Diaw 9 Diaw 9 |  | Carioca Arena 1, Rio de Janeiro Arbitres : Borys Ryzhyk Oleg Latisevs Stephen Seibel |

| 12 août 2016 22h30 (UTC−03:00) |                                                   | France                   | 96-56                       | Venezuela |  | Carioca Arena 1, Rio de Janeiro Arbitres : Cristiano Maranho Robert Lottermoser Ferdinand Pascual |
| 12 août 2016 22h30 (UTC−03:00) | Score par quart-temps : 23-18, 19-12, 24-17, 30-9 |                          |                             |           |  | Carioca Arena 1, Rio de Janeiro Arbitres : Cristiano Maranho Robert Lottermoser Ferdinand Pascual |
| 12 août 2016 22h30 (UTC−03:00) | Score par mi-temps : 42-30, 54-26                 |                          |                             |           |  | Carioca Arena 1, Rio de Janeiro Arbitres : Cristiano Maranho Robert Lottermoser Ferdinand Pascual |
| 12 août 2016 22h30 (UTC−03:00) | Lauvergne 17 Gobert 5 Heurtel 8                   | Points Rebonds Passes d. | Echenique 22 Vargas 7 Cox 4 |           |  | Carioca Arena 1, Rio de Janeiro Arbitres : Cristiano Maranho Robert Lottermoser Ferdinand Pascual |

| 14 août 2016 14h15 (UTC−03:00) |                                                    | États-Unis               | 100-97                                  | France |  | Carioca Arena 1, Rio de Janeiro Arbitres : Borys Ryzhyk Olegs Latisevs Damir Javor |
| 14 août 2016 14h15 (UTC−03:00) | Score par quart-temps : 30-24, 25-22, 26-23, 19-28 |                          |                                         |        |  | Carioca Arena 1, Rio de Janeiro Arbitres : Borys Ryzhyk Olegs Latisevs Damir Javor |
| 14 août 2016 14h15 (UTC−03:00) | Score par mi-temps : 55-46, 45-51                  |                          |                                         |        |  | Carioca Arena 1, Rio de Janeiro Arbitres : Borys Ryzhyk Olegs Latisevs Damir Javor |
| 14 août 2016 14h15 (UTC−03:00) | Thompson 30 Durant 6 Irving 12                     | Points Rebonds Passes d. | Heurtel, de Colo 18 Heurtel 8 Heurtel 9 |        |  | Carioca Arena 1, Rio de Janeiro Arbitres : Borys Ryzhyk Olegs Latisevs Damir Javor |

Quart de finale :
| 17 août 2016 14h30 (UTC−03:00) |                                                    | Espagne                  | 92-67                      | France |  | Youth Arena, Rio de Janeiro Arbitres : José Reyes Oleg Latisevs Damir Javor |
| 17 août 2016 14h30 (UTC−03:00) | Score par quart-temps : 19-16, 24-14, 26-19, 23-18 |                          |                            |        |  | Youth Arena, Rio de Janeiro Arbitres : José Reyes Oleg Latisevs Damir Javor |
| 17 août 2016 14h30 (UTC−03:00) | Score par mi-temps : 43-30, 49-37                  |                          |                            |        |  | Youth Arena, Rio de Janeiro Arbitres : José Reyes Oleg Latisevs Damir Javor |
| 17 août 2016 14h30 (UTC−03:00) | Mirotić 30 Gasol 8 Navarro, Rubio 5                | Points Rebonds Passes d. | Parker 14 Gobert 12 Diaw 5 |        |  | Youth Arena, Rio de Janeiro Arbitres : José Reyes Oleg Latisevs Damir Javor |

### Tournoi féminin
Sélection
| #        | Nom               | Club                          | Âge | Joués | Points |
| -------- | ----------------- | ----------------------------- | --- | ----- | ------ |
|          | Valérie Garnier   |                               |     |       |        |
| Meneuses |                   |                               |     |       |        |
| 20       | Amel Bouderra     | Flammes Carolo basket         | 27  | 8     | 18     |
| 22       | Olivia Époupa     | ESB Villeneuve-d'Ascq LM      | 22  | 8     | 76     |
| Pivots   |                   |                               |     |       |        |
| 4        | Isabelle Yacoubou | Famila Schio                  | 30  | 8     | 70     |
| 5        | Nwal-Endéné Miyem | Dynamo Koursk                 | 28  | 8     | 85     |
| 7        | Sandrine Gruda    | UMMC Iekaterinbourg           | 29  | 8     | 72     |
| 16       | Héléna Ciak       | Tango Bourges Basket          | 26  | 7     | 15     |
| 25       | Marielle Amant    | ESB Villeneuve-d'Ascq LM      | 26  | 8     | 21     |
| Ailières |                   |                               |     |       |        |
| 11       | Valériane Ayayi   | ESB Villeneuve-d'Ascq LM      | 22  | 8     | 61     |
| 21       | Laëtitia Kamba    | Cavigal Nice Basket 06        | 29  | 6     | 15     |
| Arrières |                   |                               |     |       |        |
| 10       | Sarah Michel      | Basket Lattes Montpellier MMA | 27  | 8     | 38     |
| 12       | Gaëlle Skrela     | Basket Lattes Montpellier MMA | 33  | 8     | 32     |
| 17       | Marine Johannès   | USO Mondeville                | 21  | 8     | 39     |

Les résultats de la poule de la France sont :
Classement
| Rang | Équipe      | Pts | J | G | P | Pp  | Pc  | Diff |
| ---- | ----------- | --- | - | - | - | --- | --- | ---- |
| 1    | Australie   | 10  | 5 | 5 | 0 | 400 | 345 | 55   |
| 2    | France      | 8   | 5 | 3 | 2 | 344 | 343 | 1    |
| 3    | Turquie     | 8   | 5 | 3 | 2 | 324 | 325 | -1   |
| 4    | Japon       | 8   | 5 | 3 | 2 | 386 | 378 | 8    |
| 5    | Biélorussie | 6   | 5 | 1 | 4 | 347 | 361 | -14  |
| 6    | Brésil      | 5   | 5 | 0 | 5 | 335 | 384 | -49  |

Le détail des rencontres de l'équipe de France est le suivant :
| 6 août 2016 12h00 (UTC−03:00) | Feuille de match | Turquie                                         | 39-55                               | France                                          |  | Youth Arena, Rio de Janeiro Affluence : 2 042 Arbitres : Guilherme Locatelli Nathalie Cuello Cuello Paul Scott Beker |
| 6 août 2016 12h00 (UTC−03:00) | Feuille de match | Score par quart-temps : 16-8, 3-14, 16-19, 4-14 |                                     |                                                 |  | Youth Arena, Rio de Janeiro Affluence : 2 042 Arbitres : Guilherme Locatelli Nathalie Cuello Cuello Paul Scott Beker |
| 6 août 2016 12h00 (UTC−03:00) | Feuille de match | Score par mi-temps : 19-22, 20-33               |                                     |                                                 |  | Youth Arena, Rio de Janeiro Affluence : 2 042 Arbitres : Guilherme Locatelli Nathalie Cuello Cuello Paul Scott Beker |
| 6 août 2016 12h00 (UTC−03:00) | Feuille de match | Yılmaz 16 Yılmaz 6 Vardarlı 5 Yılmaz 18         | Points Rebonds Passes d. Évaluation | Michel, Miyem 14 Yacoubou 11 Époupa 5 Michel 23 |  | Youth Arena, Rio de Janeiro Affluence : 2 042 Arbitres : Guilherme Locatelli Nathalie Cuello Cuello Paul Scott Beker |

| 7 août 2016 19h45 (UTC−03:00) | Feuille de match | France                                             | 73-72                               | Biélorussie                                            |  | Youth Arena, Rio de Janeiro Affluence : 2 075 Arbitres : Ferdinand Pascual Vaughan Mayberry Zhu Duan |
| 7 août 2016 19h45 (UTC−03:00) | Feuille de match | Score par quart-temps : 14-22, 20-20, 18-11, 21-19 |                                     |                                                        |  | Youth Arena, Rio de Janeiro Affluence : 2 075 Arbitres : Ferdinand Pascual Vaughan Mayberry Zhu Duan |
| 7 août 2016 19h45 (UTC−03:00) | Feuille de match | Score par mi-temps : 34-42, 39-30                  |                                     |                                                        |  | Youth Arena, Rio de Janeiro Affluence : 2 075 Arbitres : Ferdinand Pascual Vaughan Mayberry Zhu Duan |
| 7 août 2016 19h45 (UTC−03:00) | Feuille de match | Époupa 16 Michel 8 Époupa 5 Époupa 22              | Points Rebonds Passes d. Évaluation | Likhvarovitch 16 Lewtchanka 13 Harding 8 Lewtchanka 21 |  | Youth Arena, Rio de Janeiro Affluence : 2 075 Arbitres : Ferdinand Pascual Vaughan Mayberry Zhu Duan |

| 9 août 2016 17h15 (UTC−03:00) |                                                    | France                              | 71-89                          | Australie |  | Future Arena, Rio de Janeiro |
| 9 août 2016 17h15 (UTC−03:00) | Score par quart-temps : 19-21, 10-25, 21-23, 21-20 |                                     |                                |           |  | Future Arena, Rio de Janeiro |
| 9 août 2016 17h15 (UTC−03:00) | Score par mi-temps : 29-46, 42-43                  |                                     |                                |           |  | Future Arena, Rio de Janeiro |
| 9 août 2016 17h15 (UTC−03:00) | Époupa 15 Époupa 7 Bouderra 4 -                    | Points Rebonds Passes d. Évaluation | Taylor 31 Cambage 7 Taylor 9 - |           |  | Future Arena, Rio de Janeiro |

| 11 août 2016 15h30 (UTC−03:00) |                                                   | France                   | 74-64                                              | Brésil |  | Youth Arena, Rio de Janeiro Arbitres : Juan Carlos Garcia Karen Lasuik Ferdinand Pascual |
| 11 août 2016 15h30 (UTC−03:00) | Score par quart-temps : 20-20, 15-9, 22-19, 17-16 |                          |                                                    |        |  | Youth Arena, Rio de Janeiro Arbitres : Juan Carlos Garcia Karen Lasuik Ferdinand Pascual |
| 11 août 2016 15h30 (UTC−03:00) | Score par mi-temps : 35-29, 39-35                 |                          |                                                    |        |  | Youth Arena, Rio de Janeiro Arbitres : Juan Carlos Garcia Karen Lasuik Ferdinand Pascual |
| 11 août 2016 15h30 (UTC−03:00) | Skrela 18 Gruda 10 Époupa 7                       | Points Rebonds Passes d. | Damiris 21 Clarissa 10 Adriana, Cristina, Iziane 5 |        |  | Youth Arena, Rio de Janeiro Arbitres : Juan Carlos Garcia Karen Lasuik Ferdinand Pascual |

| 13 août 2016 17h45 (UTC−03:00) |                                                    | Japon                    | 79-71                               | France |  | Youth Arena, Rio de Janeiro Arbitres : Sreten Radovic Carlos Peruga Carlos Jose Julio |
| 13 août 2016 17h45 (UTC−03:00) | Score par quart-temps : 17-19, 23-13, 23-22, 16-17 |                          |                                     |        |  | Youth Arena, Rio de Janeiro Arbitres : Sreten Radovic Carlos Peruga Carlos Jose Julio |
| 13 août 2016 17h45 (UTC−03:00) | Score par mi-temps : 40-32, 39-39                  |                          |                                     |        |  | Youth Arena, Rio de Janeiro Arbitres : Sreten Radovic Carlos Peruga Carlos Jose Julio |
| 13 août 2016 17h45 (UTC−03:00) | Yoshida 24 Tokashiki 7 Yoshida 7                   | Points Rebonds Passes d. | Yacoubou, Époupa 14 Gruda 9 Gruda 4 |        |  | Youth Arena, Rio de Janeiro Arbitres : Sreten Radovic Carlos Peruga Carlos Jose Julio |

Quart de finale :
| 16 août 2016 22h15 (UTC−03:00) |                                                            | France                   | 68-63                                                  | Canada |  | Youth Arena, Rio de Janeiro Arbitres : Sreten Radovic Vaughan Mayberry Intae Hwang |
| 16 août 2016 22h15 (UTC−03:00) | Score par quart-temps : 16 - 25, 16 - 12, 18 - 13, 18 - 13 |                          |                                                        |        |  | Youth Arena, Rio de Janeiro Arbitres : Sreten Radovic Vaughan Mayberry Intae Hwang |
| 16 août 2016 22h15 (UTC−03:00) | Score par mi-temps : 32 - 37, 36 - 26                      |                          |                                                        |        |  | Youth Arena, Rio de Janeiro Arbitres : Sreten Radovic Vaughan Mayberry Intae Hwang |
| 16 août 2016 22h15 (UTC−03:00) | Gruda 14 Gruda 10 Époupa 6                                 | Points Rebonds Passes d. | Gaucher 15 Raincock-Ekunwe, Gaucher, Tatham 5 Tatham 4 |        |  | Youth Arena, Rio de Janeiro Arbitres : Sreten Radovic Vaughan Mayberry Intae Hwang |

Demi-finale :
| 18 août 2016 -h (UTC−03:00) |                                                        | France                   | 67-86                         | États-Unis |  | Youth Arena, Rio de Janeiro Arbitres : Ferdinand Pascual Karen Lasuik Zhu Duan |
| 18 août 2016 -h (UTC−03:00) | Score par quart-temps : 15-19, 21-21, 8-25, 23-21      |                          |                               |            |  | Youth Arena, Rio de Janeiro Arbitres : Ferdinand Pascual Karen Lasuik Zhu Duan |
| 18 août 2016 -h (UTC−03:00) | Score par mi-temps : 36-40, 31-46                      |                          |                               |            |  | Youth Arena, Rio de Janeiro Arbitres : Ferdinand Pascual Karen Lasuik Zhu Duan |
| 18 août 2016 -h (UTC−03:00) | Yacoubou 14 Gruda 6 Époupa, Michel, Bouderra, Skrela 3 | Points Rebonds Passes d. | Taurasi 18 Fowles 9 Taurasi 4 |            |  | Youth Arena, Rio de Janeiro Arbitres : Ferdinand Pascual Karen Lasuik Zhu Duan |

Match médaile de Bronze :
| 20 août 2016 11 h 30 (UTC−03:00) |                                                   | France                   | 63-70                           | Serbie |  | Youth Arena, Rio de Janeiro Arbitres : Carlos Peruga Nathalie Cuello Cuello Anne Panther |
| 20 août 2016 11 h 30 (UTC−03:00) | Score par quart-temps : 10-18, 17-9, 15-28, 21-15 |                          |                                 |        |  | Youth Arena, Rio de Janeiro Arbitres : Carlos Peruga Nathalie Cuello Cuello Anne Panther |
| 20 août 2016 11 h 30 (UTC−03:00) | Score par mi-temps : 27-27, 36-43                 |                          |                                 |        |  | Youth Arena, Rio de Janeiro Arbitres : Carlos Peruga Nathalie Cuello Cuello Anne Panther |
| 20 août 2016 11 h 30 (UTC−03:00) | Miyem 18 Yacoubou 10 Époupa, Johannès 4           | Points Rebonds Passes d. | Milovanović 20 Page 8 Dabović 5 |        |  | Youth Arena, Rio de Janeiro Arbitres : Carlos Peruga Nathalie Cuello Cuello Anne Panther |

## Boxe
La France qualifie 8 boxeurs et 2 boxeuses pour les Jeux de Rio. Mathieu Bauderlique se qualifie en remportant la finale de l'Aiba Pro Boxing. Ensuite, Tony Yoka se qualifie en devenant champion du monde. Sofiane Oumiha, Paul Omba-Biongolo et Christian M'Billi-Assomo se qualifient via le TQO européen. Enfin, Hassan Amzile, Elie Konki et Souleymane Cissokho obtiennent leur billet lors du dernier TQO mondial.
Deux femmes se qualifient pour les Jeux lors des championnats du monde : Estelle Mossely et Sarah Ourahmoune. C'est la première fois que des boxeuses françaises participent à des Jeux olympiques.
Ainsi, la France qualifie 10 boxeurs, soit 5 de plus qu'à Londres et 1 de plus qu'à Pékin.
| Athlète                  | Catégorie             | 1/16e de finale      | 1/8e de finale                      | Quart de finale       | Demi-finale                 | Finale                    | Rang                                |
| Athlète                  | Catégorie             | Adversaire Résultat  | Adversaire Résultat                 | Adversaire Résultat   | Adversaire Résultat         | Adversaire Résultat       | Rang                                |
| ------------------------ | --------------------- | -------------------- | ----------------------------------- | --------------------- | --------------------------- | ------------------------- | ----------------------------------- |
| Elie Konki               | Mouches (-52 kg)      | Bat Touba 3 - 0      | Battu par Aloyan 0 - 3              | Éliminé               | Éliminé                     | Éliminé                   | Éliminé                             |
| Sofiane Oumiha           | Légers (-60 kg)       | Bat Lopéz 3 - 0      | Bat Ruenroeng TKO                   | Bat Selimov 3 - 0     | Bat Dorinyambuu 3 - 0       | Battu par Conceição 0 - 3 | Médaille d'argent, Jeux olympiques  |
| Hassan Amzile            | Super-légers (-64 kg) | Bat Junias 3 - 0     | Battu par Sotomayor 1 - 2           | Éliminé               | Éliminé                     | Éliminé                   | Éliminé                             |
| Souleymane Cissokho      | Welters (-69 kg)      | Bat Bacskai 3 - 0    | Bat Baghirov 3 - 0                  | Bat Adi 3 - 0         | Battu par Yeleussinov 0 - 3 | Éliminé                   | Médaille de bronze, Jeux olympiques |
| Christian M'Billi-Assomo | Moyens (-75 kg)       | Bat Mytrofanov 3 - 0 | Bat Delgado 2 - 1                   | Battu par López 0 - 3 | Éliminé                     | Éliminé                   | Éliminé                             |
| Mathieu Bauderlique      | Mi-lourds (-81 kg)    | exempt               | Bat Carrillo 3 - 0                  | Bat Mina TKO          | Battu par de la Cruz 3 - 0  | Éliminé                   | Médaille de bronze, Jeux olympiques |
| Paul Omba-Biongolo       | Lourds (-91 kg)       | exempt               | Battu par Abdullayev TKO - Blessure | Éliminé               | Éliminé                     | Éliminé                   | Éliminé                             |
| Tony Yoka                | Super-lourds (+91 kg) | exempt               | Bat Laurent 3 - 0                   | Bat Iashaish 3 - 0    | Bat Hrgović 2 - 1           | Bat Joyce 2 - 1           | Médaille d'or, Jeux olympiques      |

La France n'est pas représentée en mi-mouches et en coqs.
| Athlète          | Catégorie        | 1/8e de finale        | Quart de finale        | Demi-finale                  | Finale                 | Finale                             |
| Athlète          | Catégorie        | Adversaire Résultat   | Adversaire Résultat    | Adversaire Résultat          | Adversaire Résultat    | Rang                               |
| ---------------- | ---------------- | --------------------- | ---------------------- | ---------------------------- | ---------------------- | ---------------------------------- |
| Sarah Ourahmoune | Mouches (-51 kg) | Bat Ez-Zahraoui 3 - 0 | Bat Shekerbekova 3 - 0 | Bat Valencia 2 - 1           | Battue par Adams 0 - 3 | Médaille d'argent, Jeux olympiques |
| Estelle Mossely  | Légers (-60 kg)  | exempte               | Bat Testa 3 - 0        | Bat Beliakova TKO - Blessure | Bat Yin 2 - 1          | Médaille d'or, Jeux olympiques     |

La France n'est pas représentée en moyens.

## Canoë-kayak

### Course en ligne
Les qualifications sont terminées.
La France qualifie 5 embarcations aux championnats du monde 2015. Elle récupère ensuite un dernier quota en C1 1000m hommes. Elle échoue en a qualifier davantage lors de la régate de qualification olympique, Thomas Simart notamment échouant de peu (3e pour 2 places). Lors des sélections nationales, Mathieu Goubel est battu par Adrien Bart pour la place en C1 1000m hommes.
Le 13 juillet, la France récupère un autre quota en K1 1000m hommes après des désistements. Enfin, le 16 juillet, la Fédération Française décide de former avec les athlètes sélectionnés deux autres embarcations : le C1 200m hommes et le K4 1000m hommes.
La France qualifie ainsi 9 embarcations, soit 12 athlètes. C'est deux de plus qu'à Londres (trois athlètes de plus) et un bateau de plus par rapport à Pékin (un athlète de plus).
Légende: FA = finale A (médaille) ; FB = finale B (pas de médaille) ; FC = finale C (pas de médaille) ; FD = finale D (pas de médaille) ; FE = finale E (pas de médaille) ; FF = finale F (pas de médaille) ; SA/B = demi-finales A/B ; SC/D = demi-finales C/D ; SE/F = demi-finales E/F ; QF = quarts de finale; R= repêchage
Hommes
| Athlète                                                    | Compétition  | Séries         | Séries | Demi-finales   | Demi-finales | Finale         | Finale                             |
| Athlète                                                    | Compétition  | Temps          | Rang   | Temps          | Rang         | Temps          | Rang                               |
| ---------------------------------------------------------- | ------------ | -------------- | ------ | -------------- | ------------ | -------------- | ---------------------------------- |
| Maxime Beaumont                                            | K1 – 200 m   | 34 s 322       | 1er    | 34 s 398       | SA/B 1er     | 35 s 362       | Médaille d'argent, Jeux olympiques |
| Cyrille Carré                                              | K1 – 1000 m  | 3 min 36 s 322 | 3e     | 3 min 38 s 115 | SA/B 6e      | 3 min 36 s 606 | FB 11e                             |
| Adrien Bart                                                | C1 – 1 000 m | 4 min 10 s 043 | 5e     | 4 min 08 s 593 | SA/B 5e      | 4 min 00 s 911 | FB 10e                             |
| Thomas Simart                                              | C1 – 200 m   | 40 s 415       | 1re    | 40 s 670       | SA/B 2e      | 40 s 180       | FA 8e                              |
| Arnaud Hybois Étienne Hubert                               | K2 – 1000 m  | 3 min 25 s 654 | 4e     | 3 min 21 s 100 | SA/B 5e      | 3 min 19 s 415 | FB 10e                             |
| Sébastien Jouve Maxime Beaumont                            | K2 – 200 m   | 31 s 855       | 3e     | 32 s 526       | SA/B 2e      | 32 s 699       | FA 7e                              |
| Sébastien Jouve Arnaud Hybois Étienne Hubert Cyrille Carré | K4 – 1000 m  | 3 min 02 s 376 | 5e     | 3 min 00 s 896 | SA/B 3e      | 3 min 07 s 488 | FA 7e                              |

La France n'est pas représentée en C2 1000m.
Femmes
| Athlète                                              | Compétition | Séries         | Séries | Demi-finales   | Demi-finales | Finale         | Finale |
| Athlète                                              | Compétition | Temps          | Rang   | Temps          | Rang         | Temps          | Rang   |
| ---------------------------------------------------- | ----------- | -------------- | ------ | -------------- | ------------ | -------------- | ------ |
| Sarah Guyot                                          | K1 – 200 m  | 40 s 317       | 1re    | 40 s 516       | SA/B 2e      | 40 s 894       | FA 5e  |
| Léa Jamelot Manon Hostens Amandine Lhote Sarah Troel | K4 – 500 m  | 1 min 37 s 038 | 6e     | 1 min 39 s 069 | SA/B 6e      | 1 min 41 s 069 | FB 12e |

La France n'est pas représentée en K1 500m et en K2 500m.

### Slalom
Les qualifications sont terminées.
La France qualifie les 4 catégories aux championnats du monde 2015. C'est autant que lors des deux précédentes éditions.
La France sera ainsi représentée dans les 4 catégories par 5 athlètes.
À noter la difficile qualification de Klauss-Péché lors des sélections nationales et l'élimination de la championne olympique Emilie Fer en K1 femmes.
|                                   | Compétition | Éliminatoires | Éliminatoires | Éliminatoires | Éliminatoires | Éliminatoires | Éliminatoires | Demi-finales | Demi-finales | Finale   | Finale                              |
| Course 1                          | Compétition | Rang          | Course 2      | Rang          | Total         | Rang          | Résultat      | Rang         | Résultat     | Rang     |                                     |
| --------------------------------- | ----------- | ------------- | ------------- | ------------- | ------------- | ------------- | ------------- | ------------ | ------------ | -------- | ----------------------------------- |
| Sébastien Combot                  | K1 hommes   | 89 s 13       | 5e            | 88 s 94       | 5e            | 88 s 94       | 9e            | 94 s 59      | 8e           | 92 s 55  | 8e                                  |
| Denis Gargaud Chanut              | C1 hommes   | 102 s 03      | 11e           | 93 s 48       | 2e            | 93 s 48       | 2e            | 98 s 06      | 3e           | 94 s 17  | Médaille d'or, Jeux olympiques      |
| Gauthier Klauss et Matthieu Péché | C2 hommes   | 103 s 35      | 3e            | 102 s 43      | 1re           | 102 s 43      | 2e            | 110 s 19     | 5e           | 103 s 24 | Médaille de bronze, Jeux olympiques |
| Marie-Zélia Lafont                | K1 femmes   | 110 s 52      | 11e           | 118 s 67      | 14e           | 110 s 52      | 16e           | Éliminée     | Éliminée     | Éliminée | Éliminée                            |

## Cyclisme

### Cyclisme sur route
Les qualifications sont terminées.
Les coureurs français se sont qualifiés avec les quotas olympiques suivants pour les courses sur route hommes et femmes en raison de leur top 15 au classement de l'UCI World Tour 2015 (pour les hommes) et du top 22 du Classement mondial UCI (pour les femmes). Les sélectionnées pour les courses féminines (Cordon & Ferrand-Prevot) ont été nommées le 7 juin 2016.
La France qualifie ainsi 4 hommes et 2 femmes (1 femme de moins par rapport à 2012, un cycliste de chaque sexe en moins par rapport à 2008)
Hommes
| Athlète            | Compétition      | Temps              | Rang    |
| ------------------ | ---------------- | ------------------ | ------- |
| Julian Alaphilippe | Course en ligne  | 6 h 10 min 27 s    | 4e      |
| Julian Alaphilippe | Contre-la-montre | 1 h 24 min 39 s 99 | 32e     |
| Alexis Vuillermoz  | Course en ligne  | 6 h 16 min 17 s    | 23e     |
| Alexis Vuillermoz  | Contre-la-montre | 1 h 20 min 43 s 87 | 29e     |
| Romain Bardet      | Course en ligne  | 6 h 16 min 17 s    | 24e     |
| Warren Barguil     | Course en ligne  | abandon            | abandon |

Thibaut Pinot, qui devait s'engager en course en ligne et en contre-la-montre, déclare forfait le 16 juillet 2016 lors du Tour de France, souffrant d'une infection virale marquée. Il est remplacé par Alexis Vuillermoz.
Deux coureurs parmi les quatre sélectionnés seront désignés pour être les représentants de la France au contre-la-montre le 15 juillet.
Femmes
| Athlète                | Compétition      | Temps           | Rang |
| ---------------------- | ---------------- | --------------- | ---- |
| Audrey Cordon          | Course en ligne  | 4 h 1 min 4 s   | 37e  |
| Audrey Cordon          | Contre-la-montre | 49 min 32 s 87  | 24e  |
| Pauline Ferrand-Prévot | Course en ligne  | 3 h 56 min 34 s | 26e  |

### Cyclisme sur piste
Les qualifications sont terminées.
Après l'achèvement des championnats du monde de cyclisme sur piste 2016, les coureurs français ont accumulé des points suffisant pour qualifier les équipes de vitesse hommes et les femmes, ainsi que les deux épreuves de l'omnium. Grâce à leur qualification en vitesse par équipes, la France a également gagné le droit d'inscrire deux coureurs en vitesse hommes et femmes et en keirin hommes et femmes. En revanche, les équipes de poursuites échouent à se qualifier.
La Fédération française de cyclisme a annoncé la sélection définitive pour les Jeux olympiques, le 5 avril 2016, avec notamment le double médaillé d'argent en 2012 : Grégory Baugé.
La France qualifie ainsi 7 cyclistes, soit un de moins qu'en 2012 et 4 de moins qu'en 2008
Vitesse
| Athlète                                         | Compétition                 | Qualification        | Qualification | 1er tour                           | Repêchages 1     | 2e tour                       | Repêchages 2     | Quarts de finale           | Demi-finales     | Finale Petite finale Match de classement | Finale Petite finale Match de classement |
| Athlète                                         | Compétition                 | Temps Vitesse        | Rang          | Adversaire Temps                   | Adversaire Temps | Adversaire Temps              | Adversaire Temps | Adversaire Temps           | Adversaire Temps | Adversaire Temps                         | Rang                                     |
| ----------------------------------------------- | --------------------------- | -------------------- | ------------- | ---------------------------------- | ---------------- | ----------------------------- | ---------------- | -------------------------- | ---------------- | ---------------------------------------- | ---------------------------------------- |
| Grégory Baugé                                   | Vitesse individuelle hommes | 9 s 807 73,416 km/h  | 5e            | Bat Kelemen (14) 10 s 214          | NC               | Bat Hoogland (8) 10 s 103     | NC               | Battu par Dmitriev (4) 2-0 | NC               | 10 s 678                                 | 7e                                       |
| François Pervis                                 | Vitesse individuelle hommes | 9 s 898 72,741 km/h  | 11e           | Battu par Hoogland (8) 10 s 233    | 10 s 879         | Éliminé                       | Éliminé          | Éliminé                    | Éliminé          | Éliminé                                  | Éliminé                                  |
| Grégory Baugé Michaël D'Almeida François Pervis | Vitesse par équipes hommes  | 43 s 185             | 4e            | Battent Pologne (5) 43 s 153       | NC               | NC                            | NC               | NC                         | NC               | Battent Australie (3) 43 s 143           | Médaille de bronze, Jeux olympiques      |
| Sandie Clair                                    | Vitesse individuelle femmes | 11 s 517 62,516 km/h | 25e           | Éliminée                           | Éliminée         | Éliminée                      | Éliminée         | Éliminée                   | Éliminée         | Éliminée                                 | Éliminée                                 |
| Virginie Cueff                                  | Vitesse individuelle femmes | 11 s 099 64,871 km/h | 16e           | Battue par Lee (3) 11 s 444        | 11 s 496         | Battue par James (1) 11 s 412 | 11 s 615         | Éliminée                   | Éliminée         | Éliminée                                 | Éliminée                                 |
| Sandie Clair Virginie Cueff                     | Vitesse par équipes femmes  | 33 s 625             | 6e            | Battues par Allemagne (3) 33 s 517 | NC               | NC                            | NC               | NC                         | Éliminées        | Éliminées                                | 6e                                       |

Keirin
| Athlète           | Compétition   | 1er tour | Repêchages | Demi-finales | Finale (1-6) ou classement (7-12) |
| Athlète           | Compétition   | Rang     | Rang       | Rang         | Rang                              |
| ----------------- | ------------- | -------- | ---------- | ------------ | --------------------------------- |
| Michael D'Almeida | Keirin hommes | 1er      | NC         | 6e           | 8e                                |
| François Pervis   | Keirin hommes | 3e       | 1er        | 5e           | 11e                               |
| Sandie Clair      | Keirin femmes | 6e       | 4e         | Éliminée     | Éliminée                          |
| Virginie Cueff    | Keirin femmes | Chute    | 3e         | Éliminée     | Éliminée                          |

Omnium
| Athlète        | Compétition   | Scratch | Poursuite      | Poursuite | Élimination | Contre-la-montre | Contre-la-montre | Tour lancé | Tour lancé | Course aux points | Course aux points | Total | Rang |
| Athlète        | Compétition   | Rang    | Temps          | Rang      | Rang        | Temps            | Rang             | Temps      | Rang       | Points            | Rang              | Total | Rang |
| -------------- | ------------- | ------- | -------------- | --------- | ----------- | ---------------- | ---------------- | ---------- | ---------- | ----------------- | ----------------- | ----- | ---- |
| Thomas Boudat  | Omnium hommes | 3e      | 4 min 19 s 918 | 5e        | 2e          | 1 min 04 s 227   | 11e              | 13 s 272   | 9e         | 22                | 6e                | 172   | 5e   |
| Laurie Berthon | Omnium femmes | 8e      | 3 min 40 s 180 | 18e       | 9e          | 35 s 275         | 3e               | 13 s 903   | 3e         | 23                | 9e                | 140   | 10e  |

La France n'est pas représentée en poursuite par équipes hommes et en poursuite par équipes femmes.

### VTT
Les qualifications sont terminées.
Les vététistes français ont qualifié trois hommes et deux femmes pour l'épreuve du cross-country, à la suite de la deuxième place au classement olympique par nations du 25 mai 2016 pour les hommes et la quatrième place pour les femmes. Les sélectionnés sont connus le 7 juin 2016, avec notamment le double champion olympique Julien Absalon qui participe à ses quatrièmes Jeux.
La France qualifie ainsi 5 cyclistes, autant qu'à Londres et mieux qu'à Pékin (1 femme en plus).
| Athlète                | Compétition              | Temps         | Rang    |
| ---------------------- | ------------------------ | ------------- | ------- |
| Julien Absalon         | Cross-country VTT hommes | 1 h 36 min 43 | 8e      |
| Victor Koretzky        | Cross-country VTT hommes | 1 h 37 min 27 | 10e     |
| Maxime Marotte         | Cross-country VTT hommes | 1 h 35 min 01 | 4e      |
| Perrine Clauzel        | Cross-country VTT femmes | 1 h 42 min 23 | 22e     |
| Pauline Ferrand-Prevot | Cross-country VTT femmes | Abandon       | Abandon |

### BMX
Les qualifications sont terminées.
Les pilotes de BMX français ont qualifié trois hommes et une femme pour l'épreuve de BMX, à la suite de la quatrième place au classement olympique par nations du 25 mai 2016 pour les hommes et la cinquième place pour les femmes. Les sélectionnés sont connus le 7 juin 2016.
La France qualifie ainsi quatre cyclistes, moins qu'à Londres (une femme en plus) et autant qu'à Pékin.
| Athlète         | Compétition | Qualifications | Qualifications | Quarts de finale | Quarts de finale | Quarts de finale | Quarts de finale | Quarts de finale | Demi-finales | Demi-finales | Demi-finales | Demi-finales | Demi-finales | Finale         | Finale  |
| Athlète         | Compétition | Résultat       | Rang           | Manche 1         | Manche 2         | Manche 3         | Résultat         | Rang             | Manche 1     | Manche 2     | Manche 3     | Résultat     | Rang         | Résultat       | Rang    |
| --------------- | ----------- | -------------- | -------------- | ---------------- | ---------------- | ---------------- | ---------------- | ---------------- | ------------ | ------------ | ------------ | ------------ | ------------ | -------------- | ------- |
| Joris Daudet    | BMX hommes  | 34 s 617       | 1er            | 2                | 8 (DNF)          | 8 (DNF)          | 18               | 6e               | Éliminé      | Éliminé      | Éliminé      | Éliminé      | Éliminé      | Éliminé        | Éliminé |
| Amidou Mir      | BMX hommes  | 35 s 248       | 11e            | 8 (DNF)          | 10 (non partant) | 10 (non partant) | 28               | 7e               | Éliminé      | Éliminé      | Éliminé      | Éliminé      | Éliminé      | Éliminé        | Éliminé |
| Jérémy Rencurel | BMX hommes  | 35 s 884       | 22e            | 4                | 4                | 6                | 14               | 5e               | Éliminé      | Éliminé      | Éliminé      | Éliminé      | Éliminé      | Éliminé        | Éliminé |
| Manon Valentino | BMX femmes  | 36 s 377       | 12e            | NC               | NC               | NC               | NC               | NC               | 5            | 3            | 4            | 12           | 4e           | 2 min 41 s 109 | 8e      |

## Équitation

### Concours complet
Les qualifications sont terminées.
La France se qualifie par le biais des Jeux équestres mondiaux de 2014 mais, à cause d'un contrôle antidopage positif du cheval d'un de ses membres (Maxime Livio en l'occurrence), sa qualification est annulée. Elle finit néanmoins par se qualifier lors des championnats d'Europe 2015.
La France qualifie ainsi 4 cavaliers et une équipe comme lors des deux éditions précédentes.
Le 9 août 2016, à l'issue de la visite vétérinaire au lendemain du cross-country, les 4 chevaux français et leurs cavaliers restent en compétition pour l'épreuve de saut d'obstacle prévue l'après-midi même.
À l'issue de l'épreuve de saut d'obstacle, la France remporte la médaille d'Or avec 169 points de pénalité, devant l'Allemagne (172.80 points de pénalité) et l'Australie (175.30 points de pénalité).
| Karim-Florent Laghouag                                                 | Entebbe de Hus       | Individuel  | 43,40  | 14e | 50,40 | 93,80  | 31e | 1,00 | 94,80  | 28e                            | Éliminé | Éliminé | Éliminé                            |    |    |
| Mathieu Lemoine                                                        | Bart L               | Individuel  | 39,20  | 3e  | 14,40 | 53,60  | 10e | 8,00 | 61,60  | 9e                             | 8,00    | 69,60   | 15e                                |    |    |
| Astier Nicolas                                                         | Piaf de B'Neville    | Individuel  | 42,00  | 11e | 0,00  | 42,00  | 3e  | 0,00 | 42,00  | 2e                             | 6,00    | 48,00   | Médaille d'argent, Jeux olympiques |    |    |
| Thibaut Vallette                                                       | Qing du Briot ENE-HN | Individuel  | 41,00  | 6e  | 24,40 | 65,40  | 18e | 0,00 | 65,40  | 14e                            | 4,00    | 69,40   | 13e                                |    |    |
| Karim-Florent Laghouag Mathieu Lemoine Astier Nicolas Thibaut Vallette | Voir ci-dessus       | Par équipes | 122,20 | 2e  | 38,80 | 161,00 | 3e  | 8,00 | 169,00 | Médaille d'or, Jeux olympiques | NC      | NC      | NC                                 | NC | NC |

### Dressage
Les qualifications sont terminées.
La France se qualifie au bout du suspense lors des championnats d'Europe de 2015, en prenant la dernière place qualificative. Elle fait son retour aux Jeux après avoir raté les Jeux de Londres.
La France qualifie ainsi 4 cavaliers et une équipe.
| Athlète                                                    | Cheval         | Compétition | Grand Prix | Grand Prix | Grand prix spécial | Grand prix spécial | Grand prix spécial | Grand prix libre | Grand prix libre | Grand prix libre | Total     | Total     |
| Athlète                                                    | Cheval         | Compétition | Score      | Rang       | Score              | Total              | Rang               | Score            | Total            | Rang             | Score     | Rang      |
| ---------------------------------------------------------- | -------------- | ----------- | ---------- | ---------- | ------------------ | ------------------ | ------------------ | ---------------- | ---------------- | ---------------- | --------- | --------- |
| Stéphanie Brieussel                                        | Amorak         | Individuel  | 65,114     | 22e        | -                  | -                  | -                  | Éliminée         | Éliminée         | Éliminée         | Éliminée  | Éliminée  |
| Ludovic Henry                                              | After You      | Individuel  | 69,214     | 11e        | -                  | -                  | -                  | Éliminé          | Éliminé          | Éliminé          | Éliminé   | Éliminé   |
| Karen Tebar                                                | Don Luis       | Individuel  | -          | -          | 72,773             | -                  | 25e                | Éliminée         | Éliminée         | Éliminée         | Éliminée  | Éliminée  |
| Pierre Volla                                               | Badinda Altena | Individuel  | -          | -          | 65,742             | -                  | 31e                | Éliminé          | Éliminé          | Éliminé          | Éliminé   | Éliminé   |
| Stéphanie Brieussel Ludovic Henry Karen Tebar Pierre Volla | Voir ci-dessus | Par équipes | 71,914     | 8e (E)     | Éliminés           | Éliminés           | Éliminés           | Non couru        | Non couru        | Non couru        | Non couru | Non couru |

### Saut d'obstacles
Les qualifications sont terminées.
La France se qualifie lors des Jeux équestres mondiaux de 2014.
Elle qualifie ainsi 4 cavaliers et une équipe, comme en 2012.
| Athlète                                                        | Cheval                   | Compétition | Qualification | Qualification | Qualification | Qualification | Qualification | Qualification | Qualification | Qualification                  | Finale    | Finale   | Finale    | Finale   | Finale    | Finale   |
| Athlète                                                        | Cheval                   | Compétition | 1er tour      | 1er tour      | 2e tour       | 2e tour       | 2e tour       | 3e tour       | 3e tour       | 3e tour                        | Finale A  | Finale A | Finale B  | Finale B | Total     | Total    |
| Athlète                                                        | Cheval                   | Compétition | Pénalités     | Rang          | Pénalités     | Total         | Rang          | Pénalités     | Total         | Rang                           | Pénalités | Rang     | Pénalités | Rang     | Pénalités | Rang     |
| -------------------------------------------------------------- | ------------------------ | ----------- | ------------- | ------------- | ------------- | ------------- | ------------- | ------------- | ------------- | ------------------------------ | --------- | -------- | --------- | -------- | --------- | -------- |
| Roger-Yves Bost                                                | Sydney Une Prince        | Individuel  | 0,00          | 1er           | 1,00          | 1,00          | 12e           | 1,00          | 2,00          | 4e                             | 0,00      | 1er      | 5,00      | 18e      | 5,00      | 16e      |
| Philippe Rozier                                                | Rahotep de Toscane       | Individuel  | 0,00          | 1er           | 4,00          | 4,00          | 15e           | 1,00          | 5,00          | 13e                            | 4,00      | 16e      | 9,00      | 22e      | 13,00     | 23e      |
| Pénélope Leprevost                                             | Flora de Mariposa        | Individuel  | 47,00         | 68e (E)       | Éliminée      | Éliminée      | Éliminée      | Éliminée      | Éliminée      | Éliminée                       | Éliminée  | Éliminée | Éliminée  | Éliminée | Éliminée  | Éliminée |
| Kevin Staut                                                    | Rêveur de Hurtebise *HDC | Individuel  | 4,00          | 27e           | 0,00          | 4,00          | 15e           | 0,00          | 4,00          | 7e                             | 4,00      | 16e      | 8,00      | 21e      | 12,00     | 22e      |
| Roger-Yves Bost Philippe Rozier Pénélope Leprevost Kevin Staut | Voir ci-dessus           | Par équipes | 4,00          | 3e (Q)        | 1,00          | 1,00          | 5e            | 2,00          | 3,00          | Médaille d'or, Jeux olympiques | NC        | NC       | NC        | NC       | NC        | NC       |

## Escrime
Les qualifications sont terminées.
Après l'échec des Jeux de Londres (aucune médaille), la France parvient à faire un quasi sans-faute en qualifications : toutes les équipes qualifiées et 15 escrimeurs sur 16 possibles engagés en individuel.
La France qualifie ainsi 15 escrimeurs, plus qu'à Londres (14) et Pékin (13).
| Athlète                                                                | N° | Compétition         | 1/32 de finale   | 1/16 de finale                 | 1/8 de finale                   | Quarts de finale               | Demi-finales                | Finale Match pour la médaille de bronze Matchs de classement 5-8 | Rang                                |
| Athlète                                                                | N° | Compétition         | Adversaire Score | Adversaire Score               | Adversaire Score                | Adversaire Score               | Adversaire Score            | Adversaire Score                                                 | Rang                                |
| ---------------------------------------------------------------------- | -- | ------------------- | ---------------- | ------------------------------ | ------------------------------- | ------------------------------ | --------------------------- | ---------------------------------------------------------------- | ----------------------------------- |
| Gauthier Grumier                                                       | 1  | Épée individuelle   | NC               | bat Schwantes (32) 15 - 7      | bat Fayez (16) 15 - 9           | bat Minobe (9) 15 - 8          | battu par Imre (3) 13 - 15  | bat Steffen (13) 15 - 11                                         | Médaille de bronze, Jeux olympiques |
| Daniel Jérent                                                          | 5  | Épée individuelle   | NC               | battu par Limardo (28) 14 - 15 | Éliminé                         | Éliminé                        | Éliminé                     | Éliminé                                                          | Éliminé                             |
| Yannick Borel                                                          | 6  | Épée individuelle   | NC               | bat Redli (27) 15 - 9          | bat Kauter (11) 15 - 14         | battu par Steffen (13) 10 - 15 | Éliminé                     | Éliminé                                                          | Éliminé                             |
| Gauthier Grumier Daniel Jérent Yannick Borel Jean-Michel Lucenay (R)   | 1  | Épée par équipes    | NC               | NC                             | NC                              | battent Venezuela (8) 45 - 29  | battent Hongrie (5) 45 - 40 | battent Italie (3) 45 - 31                                       | Médaille d'or, Jeux olympiques      |
| Jérémy Cadot                                                           | 12 | Fleuret individuel  | NC               | battu par Cassarà (21) 14 - 15 | Éliminé                         | Éliminé                        | Éliminé                     | Éliminé                                                          | Éliminé                             |
| Enzo Lefort                                                            | 23 | Fleuret individuel  | NC               | battu par Joppich (9) 13 - 15  | Éliminé                         | Éliminé                        | Éliminé                     | Éliminé                                                          | Éliminé                             |
| Erwann Le Péchoux                                                      | 14 | Fleuret individuel  | NC               | bat Lei (19) 15 - 9            | battu par Meinhardt (4) 14 - 15 | Éliminé                        | Éliminé                     | Éliminé                                                          | Éliminé                             |
| Jérémy Cadot Enzo Lefort Erwann Le Péchoux Jean-Paul Tony Helissey (R) | 4  | Fleuret par équipes | NC               | NC                             | NC                              | battent Chine (5) 45 - 42      | battent Italie (1) 45 - 30  | battus par Russie (3) 41 - 45                                    | Médaille d'argent, Jeux olympiques  |
| Vincent Anstett                                                        | 5  | Sabre individuel    | NC               | bat Tokunan (28) 15 - 13       | bat Vũ (22) 15 - 8              | battu par Abedini (13) 13 - 15 | Éliminé                     | Éliminé                                                          | Éliminé                             |

| Athlète                                                                                 | N° | Compétition        | 1/32 de finale              | 1/16 de finale                | 1/8 de finale                       | Quarts de finale                  | Demi-finales                    | Finale Match pour la médaille de bronze Matchs de classement 5-8     | Rang     |
| Athlète                                                                                 | N° | Compétition        | Adversaire Score            | Adversaire Score              | Adversaire Score                    | Adversaire Score                  | Adversaire Score                | Adversaire Score                                                     | Rang     |
| --------------------------------------------------------------------------------------- | -- | ------------------ | --------------------------- | ----------------------------- | ----------------------------------- | --------------------------------- | ------------------------------- | -------------------------------------------------------------------- | -------- |
| Auriane Mallo                                                                           | 28 | Épée individuelle  | bat Thị Như Hoa (37) 15 - 7 | battue par Popescu (5) 8 - 15 | Éliminée                            | Éliminée                          | Éliminée                        | Éliminée                                                             | Éliminée |
| Lauren Rembi                                                                            | 26 | Épée individuelle  | NC                          | bat Gherman (7) 13 - 10       | bat Kryvytska (23) 9 - 7            | bat Moellhausen (18) 15 - 12      | battue par Szász (6) 6 - 10     | battue par Sun Y. (8) 13 - 15                                        | 4e       |
| Marie-Florence Candassamy                                                               | 31 | Épée individuelle  | bat Simeão (34) 15 - 6      | bat Xu (1) 15 - 8             | battue par Moellhausen (18) 12 - 15 | Éliminée                          | Éliminée                        | Éliminée                                                             | Éliminée |
| Auriane Mallo Lauren Rembi Marie-Florence Candassamy Joséphine Jacques-André-Coquin (R) | 6  | Épée par équipes   | NC                          | NC                            | NC                                  | battues par Russie (3) 41 - 44    | NC                              | battues par États-Unis (7) 28 - 32 battent Ukraine (8) 45 - 38       | 7e       |
| Astrid Guyart                                                                           | 10 | Fleuret individuel | NC                          | bat Leleyko (23) 15 - 9       | bat Prescod (7) 14 - 11             | battue par Deriglazova (2) 6 - 15 | Éliminée                        | Éliminée                                                             | Éliminée |
| Ysaora Thibus                                                                           | 5  | Fleuret individuel | NC                          | bat Karamete (27) 15 - 6      | bat Le (11) 15 - 13                 | battue par Shanaeva (4) 13 - 15   | Éliminée                        | Éliminée                                                             | Éliminée |
| Cécilia Berder                                                                          | 9  | Sabre individuel   | NC                          | bat Pérez Maurice (24) 15 - 6 | bat Muhammad (8) 15 - 12            | battue par Velikaya (1) 10 - 15   | Éliminée                        | Éliminée                                                             | Éliminée |
| Charlotte Lembach                                                                       | 17 | Sabre individuel   | NC                          | bat Vecchi (16) 15 - 11       | battue par Velikaya (1) 14 - 15     | Éliminée                          | Éliminée                        | Éliminée                                                             | Éliminée |
| Manon Brunet                                                                            | 20 | Sabre individuel   | NC                          | bat Hwang (13) 15 - 11        | bat Márton (4) 15 - 12              | bat Besbes (11) 15 - 14           | battue par Velikaya (1) 14 - 15 | battue par Kharlan (2) 10 - 15                                       | 4e       |
| Cécilia Berder Charlotte Lembach Manon Brunet Saoussen Boudiaf (R)                      | 3  | Sabre par équipes  | NC                          | NC                            | NC                                  | battues par Italie (6) 36 - 45    | NC                              | battues par Corée du Sud (7) 40 - 45 battues par Mexique (8) 38 - 45 | 8e       |

## Football
Les qualifications sont terminées.
La France est éliminée en quart de finale de la Coupe du monde 2014 par l'Allemagne mais se qualifie en finissant parmi les deux meilleures équipes européennes de la compétition. Comme en 2012, elle participe donc au tournoi féminin.
En revanche, l'équipe masculine, éliminée par la Suède en barrage de l'Euro Espoirs qualificatif pour les Jeux, ne participe pas.

### Tournoi féminin
Le 6 juin 2016, le sélectionneur national Philippe Bergeroo dévoile sa liste de joueuses pour la phase de préparation et les Jeux olympiques de Rio. Cette dernière comporte 18 joueuses accompagnées de 4 réservistes.
Sélection
| #           | Nom                       | Club                | Âge | Joués | But inscrit | Averti | Carton jaune · Carton jaune · Carton rouge | Carton rouge |
| ----------- | ------------------------- | ------------------- | --- | ----- | ----------- | ------ | ------------------------------------------ | ------------ |
|             | Philippe Bergeroo         |                     |     |       |             |        |                                            |              |
| Gardiennes  |                           |                     |     |       |             |        |                                            |              |
| 1           | Méline Gérard             | Olympique lyonnais  | 26  | 0     | 0           | 0      | 0                                          | 0            |
| 16          | Sarah Bouhaddi            | Olympique lyonnais  | 29  | 4     | 0           | 0      | 0                                          | 0            |
| Défenseurs  |                           |                     |     |       |             |        |                                            |              |
| 2           | Griedge Mbock             | Olympique lyonnais  | 21  | 3     | 0           | 1      | 0                                          | 0            |
| 3           | Wendie Renard             | Olympique lyonnais  | 26  | 4     | 0           | 0      | 0                                          | 0            |
| 4           | Sakina Karchaoui          | Montpellier HSC     | 20  | 2     | 0           | 0      | 0                                          | 0            |
| 5           | Sabrina Delannoy          | Paris Saint-Germain | 30  | 1     | 0           | 0      | 0                                          | 0            |
| 7           | Amel Majri                | Olympique lyonnais  | 23  | 3     | 1           | 1      | 0                                          | 0            |
| 8           | Jessica Houara-d'Hommeaux | Olympique lyonnais  | 28  | 4     | 0           | 0      | 0                                          | 0            |
| Milieux     |                           |                     |     |       |             |        |                                            |              |
| 6           | Amandine Henry            | Portland Thorns FC  | 26  | 4     | 0           | 1      | 0                                          | 0            |
| 10          | Camille Abily             | Olympique lyonnais  | 31  | 4     | 1           | 0      | 0                                          | 0            |
| 11          | Claire Lavogez            | Olympique lyonnais  | 22  | 4     | 0           | 0      | 0                                          | 0            |
| 13          | Kadidiatou Diani          | Juvisy              | 21  | 3     | 0           | 0      | 0                                          | 0            |
| 14          | Louisa Necib Cadamuro     | Olympique lyonnais  | 31  | 4     | 2           | 0      | 0                                          | 0            |
| 15          | Élise Bussaglia           | VFL Wolfsburg       | 31  | 4     | 0           | 0      | 0                                          | 0            |
| Attaquantes |                           |                     |     |       |             |        |                                            |              |
| 9           | Eugénie Le Sommer         | Olympique lyonnais  | 27  | 3     | 2           | 0      | 0                                          | 0            |
| 12          | Élodie Thomis             | Olympique lyonnais  | 29  | 4     | 0           | 0      | 0                                          | 0            |
| 17          | Kheira Hamraoui           | Olympique lyonnais  | 26  | 2     | 0           | 0      | 0                                          | 0            |
| 18          | Marie-Laure Delie         | Paris Saint-Germain | 28  | 3     | 0           | 0      | 0                                          | 0            |

Réservistes : Kenza Dali (Olympique lyonnais), Sandie Toletti (Montpellier HSC), Clarisse Le Bihan (Montpellier HSC), Laëtitia Philippe (Montpellier HSC)
Les résultats de la poule de la France sont :
Classement
| Rang | Équipe           | Pts | J | G | N | P | Bp | Bc | Diff |
| ---- | ---------------- | --- | - | - | - | - | -- | -- | ---- |
| 1    | États-Unis       | 7   | 3 | 2 | 1 | 0 | 5  | 2  | +3   |
| 2    | France           | 6   | 3 | 2 | 0 | 1 | 7  | 1  | +6   |
| 3    | Nouvelle-Zélande | 3   | 3 | 1 | 0 | 2 | 1  | 5  | -4   |
| 4    | Colombie         | 1   | 3 | 0 | 1 | 2 | 2  | 7  | -5   |

     Équipe qualifiée; Pts = points ; J = joués ; G = gagnés ; N = nuls ; P = perdus;

Bp = buts pour ; Bc = buts contre ; Diff = différence de buts
Matchs
| 3 août 2016 | France                                                                               | 4 - 0   | Colombie | Mineirão, Belo Horizonte |                         |
| 03 h CEST   | Carolina Arias 2e (csc) · Eugénie Le Sommer 14e · Camille Abily 42e · Amel Majri 82e | (3 - 0) |          | Arbitrage : Ri-Hyang Ok  | Arbitrage : Ri-Hyang Ok |

| 6 août 2016 | États-Unis      | 1 - 0   | France | Mineirão, Belo Horizonte      |                               |
| 22 h CEST   | Carli Lloyd 63e | (0 - 0) |        | Arbitrage : Claudia Umpierrez | Arbitrage : Claudia Umpierrez |

| 9 août 2016 | Nouvelle-Zélande | 0 - 3   | France                                                         | Itaipava Arena Fonte Nova, Salvador |                            |
| 00 h CEST   |                  | (0 - 1) | Eugénie Le Sommer 37e · Louisa Necib Cadamuro 62e 90+1e (pen.) | Arbitrage : Lucila Venegas          | Arbitrage : Lucila Venegas |

Quart de Finale
| 12 août 2016 | Canada             | 1 - 0   | France | Stade Mane Garrincha, Brasilia |                               |
| 00 h CEST    | Sophie Schmidt 56e | (0 - 0) |        | Arbitrage : Claudia Umpierrez  | Arbitrage : Claudia Umpierrez |

## Golf
Les qualifications sont terminées.
Le golf fait son retour aux Jeux. 2 français et 2 françaises se qualifient via le classement olympique. Victor Dubuisson, leader français de la discipline, déclare forfait au dernier moment pour méforme.
Tournoi féminin
| Athlète        | Jour 1  | Jour 1 | Jour 2  | Jour 2 | Jour 3  | Jour 3 | Jour 4  | Jour 4 |
| Athlète        | Score   | Rang   | Score   | Rang   | Score   | Rang   | Score   | Rang   |
| -------------- | ------- | ------ | ------- | ------ | ------- | ------ | ------- | ------ |
| Karine Icher   | 73 (+2) | 39e    | 72 (+1) | 43e    | 73 (+2) | 23e    | 76 (+5) | 52e    |
| Gwladys Nocera | 73 (+2) | 39e    | 71 (0)  | 36e    | 74 (+3) | 31e    | 72 (+1) | 36e    |

Tournoi masculin
| Athlète        | Jour 1  | Jour 1 | Jour 2  | Jour 2 | Jour 3  | Jour 3 | Jour 4  | Jour 4 |
| Athlète        | Score   | Rang   | Score   | Rang   | Score   | Rang   | Score   | Rang   |
| -------------- | ------- | ------ | ------- | ------ | ------- | ------ | ------- | ------ |
| Julien Quesne  | 71 (0)  | 27e    | 79 (+8) | 60e    | 72 (+1) | 35e    | 71 (0)  | 39e    |
| Grégory Bourdy | 67 (-4) | 4e     | 69 (-2) | 12e    | 72 (+1) | 35e    | 73 (+2) | 47e    |

## Gymnastique

### Artistique
Les qualifications sont terminées.
Les deux équipes ne parviennent pas à se qualifier lors des Championnats du monde 2015. Elles doivent alors finir dans les 4 meilleures équipes du Test Event, ce qu'elles arrivent toutes deux à faire de justesse.
La France qualifie ainsi 10 gymnastes, autant qu'à Londres et à Pékin.
Hommes
| Athlète                                                                 | Compétition | Qualifications | Qualifications | Qualifications | Qualifications | Qualifications    | Qualifications | Qualifications         | Qualifications         | Finale                 | Finale                 | Finale                 | Finale                 | Finale                 | Finale                 | Finale                 | Finale                 |
| Athlète                                                                 | Compétition | Appareil       | Appareil       | Appareil       | Appareil       | Appareil          | Appareil       | Total                  | Rang                   | Appareil               | Appareil               | Appareil               | Appareil               | Appareil               | Appareil               | Total                  | Rang                   |
| Athlète                                                                 | Compétition | Sol            | Cheval d'arçon | Anneaux        | Saut           | Barres parallèles | Barre fixe     | Total                  | Rang                   | Sol                    | Cheval d'arçon         | Anneaux                | Saut                   | Barres parallèles      | Barre fixe             | Total                  | Rang                   |
| ----------------------------------------------------------------------- | ----------- | -------------- | -------------- | -------------- | -------------- | ----------------- | -------------- | ---------------------- | ---------------------- | ---------------------- | ---------------------- | ---------------------- | ---------------------- | ---------------------- | ---------------------- | ---------------------- | ---------------------- |
| Samir Aït-Saïd                                                          | Individuel  | Abandon        | Res            | 15,533 6e (Q)  | 12,866 NC      | Res               | Res            | Abandon après blessure | Abandon après blessure | Abandon après blessure | Abandon après blessure | Abandon après blessure | Abandon après blessure | Abandon après blessure | Abandon après blessure | Abandon après blessure | Abandon après blessure |
| Cyril Tommasone                                                         | Individuel  | 13,966 47e     | 15,650 3e (Q)  | Res            | Res            | 14,100 52e        | -              | -                      | -                      | NC                     | NC                     | NC                     | NC                     | NC                     | NC                     | NC                     | NC                     |
| Julien Gobaux                                                           | Individuel  | 13,066 63e     | 14,233 33e     | 14,500 28e     | 13,700 NC      | 14,766 38e        | 14,300 36e     | 84,565                 | 29e                    | NC                     | NC                     | NC                     | NC                     | NC                     | NC                     | NC                     | NC                     |
| Danny Rodrigues                                                         | Individuel  | Res            | 13,133 59e     | 15,266 10e     | NC             | 14,233 50e        | 13,433 60e     | -                      | -                      | NC                     | NC                     | NC                     | NC                     | NC                     | NC                     | NC                     | NC                     |
| Axel Augis                                                              | Individuel  | 14,033 44e     | 14,500 26e     | 14,333 31e     | 13,166 NC      | 15,300 17e        | 14,700 23e     | 86,032                 | 23e (Q)                | 13,933                 | 13,100                 | 13,933                 | 14,266                 | 14,766                 | 12,900                 | 82,898                 | 21e                    |
| Samir Aït-Saïd Cyril Tommasone Julien Gobaux Danny Rodrigues Axel Augis | Par équipes |                |                |                |                |                   |                | 257,211                | 12e                    | NC                     | NC                     | NC                     | NC                     | NC                     | NC                     | NC                     | NC                     |

Finales individuelles
| Athlète         | Compétition     | Appareil | Appareil       | Appareil | Appareil | Appareil          | Appareil   | Total  | Rang |
| Athlète         | Compétition     | Sol      | Cheval d'arçon | Anneaux  | Saut     | Barres parallèles | Barre fixe | Total  | Rang |
| --------------- | --------------- | -------- | -------------- | -------- | -------- | ----------------- | ---------- | ------ | ---- |
| Cyril Tommasone | Cheval d'arçons | NC       | 15,600         | NC       | NC       | NC                | NC         | 15,600 | 4e   |
| Danny Rodrigues | Anneaux         | NC       | NC             | 15,233   | NC       | NC                | NC         | 15,233 | 7e   |

Femmes
| Athlète                                                               | Compétition | Qualifications | Qualifications | Qualifications      | Qualifications | Qualifications | Qualifications | Finale   | Finale   | Finale              | Finale   | Finale | Finale |
| Athlète                                                               | Compétition | Appareil       | Appareil       | Appareil            | Appareil       | Total          | Rang           | Appareil | Appareil | Appareil            | Appareil | Total  | Rang   |
| Athlète                                                               | Compétition | Sol            | Saut           | Barres asymétriques | Poutre         | Total          | Rang           | Sol      | Saut     | Barres asymétriques | Poutre   | Total  | Rang   |
| --------------------------------------------------------------------- | ----------- | -------------- | -------------- | ------------------- | -------------- | -------------- | -------------- | -------- | -------- | ------------------- | -------- | ------ | ------ |
| Marine Boyer                                                          | Individuel  | 13,233 50e     | 14,200 ?e      | Res                 | 14,600 9e Q    | -              | -              | NC       | NC       | NC                  | NC       | NC     | NC     |
| Marine Brevet                                                         | Individuel  | 13,933 23e     | 14,133 ?e      | 14,333 34e          | 14,166 23e     | 56,565         | 18e Q          | 14.000   | 14.166   | 14.300              | 14.133   | 56,599 | 15e    |
| Loan His                                                              | Individuel  | Res            | Res            | 13,900 46e          | Res            | -              | -              | NC       | NC       | NC                  | NC       | NC     | NC     |
| Océane Lechenault                                                     | Individuel  | 13,666 33e     | 12,300 ?e      | 13,166 60e          | 13,633 41e     | 52,765         | 46e            | NC       | NC       | NC                  | NC       | NC     | NC     |
| Louise Vanhille                                                       | Individuel  | 13,300 45e     | 13,966 ?e      | 14,866 17e          | 13,633 40e     | 55,765         | 26e Q          | 13.233   | 14.000   | 14.233              | 13.200   | 54,666 | 21e    |
| Marine Boyer Marine Brevet Loan His Océane Lechenault Louise Vanhille | Par équipes |                |                |                     |                | 168,696        | 11e            | NC       | NC       | NC                  | NC       | NC     | NC     |

Finales individuelles
| Athlète      | Compétition | Appareil | Appareil | Appareil            | Appareil | Total  | Rang |
| Athlète      | Compétition | Sol      | Saut     | Barres asymétriques | Poutre   | Total  | Rang |
| ------------ | ----------- | -------- | -------- | ------------------- | -------- | ------ | ---- |
| Marine Boyer | Poutre      | NC       | NC       | NC                  | 14,600   | 14,600 | 4e   |

### Rythmique
Les qualifications sont terminées.
La France qualifie une gymnaste par le biais du Championnat du monde. En revanche, l'ensemble ne se qualifie pas en ne participant pas au Test Event.
La France qualifie ainsi une gymnaste en individuel comme à Londres (il n'y en avait pas à Pékin).
| Athlète             | Compétition | Qualification | Qualification | Qualification | Qualification | Qualification | Qualification | Finale  | Finale | Finale | Finale | Finale | Finale |
| Athlète             | Compétition | Cerceau       | Ballon        | Massue        | Ruban         | Total         | Rang          | Cerceau | Ballon | Massue | Ruban  | Total  | Rang   |
| ------------------- | ----------- | ------------- | ------------- | ------------- | ------------- | ------------- | ------------- | ------- | ------ | ------ | ------ | ------ | ------ |
| Kséniya Moustafaeva | Individuel  | 17,600        | 17,516        | 17,500        | 17,366        | 69,982        | 10e           | 17,700  | 16,883 | 16,916 | 16,741 | 68,240 | 10e    |

La France n'est pas représentée en ensemble par équipes.

### Trampoline
Les qualifications sont terminées.
La France qualifie un trampoliniste lors des Championnats du monde grâce à la 6e place de Morgan Demiro. Lors du Test Event, Marine Jurbert arrache la dernière place qualificative pour Rio.
La France qualifie ainsi 2 gymnastes, soit un de plus qu'à Londres et Pékin.
| Athlète           | Compétition | Qualifications | Qualifications | Finale   | Finale   |
| Athlète           | Compétition | Score          | Rang           | Score    | Rang     |
| ----------------- | ----------- | -------------- | -------------- | -------- | -------- |
| Sébastien Martiny | Hommes      | 106,230        | 10e (E)        | Éliminé  | Éliminé  |
| Marine Jurbert    | Femmes      | 96,760         | 14e (E)        | Éliminée | Éliminée |

## Haltérophilie
Les qualifications sont terminées.
La France obtient 3 quotas chez les hommes via les Championnats du monde 2014 et 2015. Aux Championnats d'Europe, la France obtient un des quotas olympiques en jeu pour les femmes. Elle obtient un quota supplémentaire chez les hommes après la suspension de plusieurs athlètes pour dopage.
La France qualifie ainsi 5 haltérophiles, soit un de plus qu'à Londres et Pékin.
Participation et Performance
Voici les athlètes représentants la France aux jeux olympiques et leur performance :
| Athlète                | Compétition | Arraché  | Arraché | Épaulé-jeté | Épaulé-jeté | Total | Rang |
| Athlète                | Compétition | Résultat | Rang    | Résultat    | Rang        | Total | Rang |
| ---------------------- | ----------- | -------- | ------- | ----------- | ----------- | ----- | ---- |
| Bernardin Kingue-Matam | -69 kg      | 140      | 13e     | 180         | 6e          | 320   | 8e   |
| Giovanni Bardis        | -85 kg      | 165      | 8e      | 192         | 11e         | 357   | 8e   |
| Benjamin Hennequin     | -85 kg      | 155      | 11e     | 195         | 9e          | 350   | 9e   |
| Kévin Bouly            | -94 kg      | 155      | 12e     | 190         | 12e         | 345   | 12e  |

La France n'est pas représentée en -56 kg, en -62 kg, en -77 kg, en -105 kg et en +105 kg.
| Athlète               | Compétition | Arraché  | Arraché | Épaulé-jeté | Épaulé-jeté | Total | Rang |
| Athlète               | Compétition | Résultat | Rang    | Résultat    | Rang        | Total | Rang |
| --------------------- | ----------- | -------- | ------- | ----------- | ----------- | ----- | ---- |
| Gaëlle Nayo-Ketchanke | -75 kg      | 102      | 8e      | 135         | 5e          | 237   | 8e   |

La France n'est pas représentée en -48 kg, en -53 kg, en -58 kg, en -63 kg, en -69 kg et en +75 kg.

## Handball
Les qualifications sont terminées.
L'équipe de France masculine devient championne du monde de handball en 2015, ce qui la qualifie directement pour les Jeux. Son homologue féminine se qualifie également en terminant 2e du TQO organisé en France (derrière les Pays-Bas mais devant la Tunisie et le Japon).

### Tournoi masculin
Le 13 juillet 2016, le sélectionneur national Claude Onesta dévoile sa liste de joueurs pour la phase de préparation et les Jeux olympiques de Rio. Cette dernière comporte 14 joueurs accompagnés d'un remplaçant qui pourra entrer en jeu en cas de blessure importante (15 joueurs en tout).
Sélection
| #                | Nom                         | Club                   | Âge | Joués | buts / arrêts (%) (goals) | Averti | 2 min | Carton rouge |
| ---------------- | --------------------------- | ---------------------- | --- | ----- | ------------------------- | ------ | ----- | ------------ |
|                  | Claude Onesta               |                        |     |       |                           |        |       |              |
| Gardiens         |                             |                        |     |       |                           |        |       |              |
| 12               | Vincent Gérard              | Montpellier Handball   | 29  | 8     | 1 / 21 (26%)              | 0      | 0     | 0            |
| 16               | Thierry Omeyer              | Paris Saint-Germain    | 39  | 8     | 2 / 75 (34%)              | 0      | 1     | 0            |
| Ailiers gauche   |                             |                        |     |       |                           |        |       |              |
| 14               | Kentin Mahé                 | SG Flensburg-Handewitt | 25  | 8     | 25                        | 0      | 0     | 0            |
| 21               | Michaël Guigou              | Montpellier Handball   | 34  | 8     | 39                        | 0      | 2     | 0            |
| Ailier droit     |                             |                        |     |       |                           |        |       |              |
| 19               | Luc Abalo                   | Paris Saint-Germain    | 31  | 8     | 21                        | 0      | 1     | 0            |
| Pivots           |                             |                        |     |       |                           |        |       |              |
| 20               | Cédric Sorhaindo            | FC Barcelone           | 32  | 8     | 19                        | 3      | 1     | 0            |
| 22               | Luka Karabatic              | Paris Saint-Germain    | 28  | 8     | 10                        | 7      | 3     | 0            |
| 23               | Ludovic Fabregas            | Montpellier Handball   | 20  | 8     | 2                         | 1      | 4     | 0            |
| Arrières gauches |                             |                        |     |       |                           |        |       |              |
| 6                | Olivier Nyokas (remplaçant) | HBC Nantes             | 30  | 1     | 0                         | 0      | 0     | 0            |
| 15               | Mathieu Grébille            | Montpellier Handball   | 24  | 7     | 9                         | 2      | 1     | 0            |
| 17               | Timothey N'Guessan          | FC Barcelone           | 23  | 8     | 9                         | 1      | 0     | 0            |
| Demi-centres     |                             |                        |     |       |                           |        |       |              |
| 8                | Daniel Narcisse             | Paris Saint-Germain    | 36  | 8     | 32                        | 0      | 1     | 0            |
| 13               | Nikola Karabatic            | Paris Saint-Germain    | 32  | 8     | 26                        | 3      | 2     | 0            |
| Arrières droits  |                             |                        |     |       |                           |        |       |              |
| 27               | Adrien Dipanda              | Saint-Raphaël VHB      | 28  | 8     | 14                        | 3      | 4     | 1            |
| 28               | Valentin Porte              | Montpellier Handball   | 25  | 8     | 32                        | 1      | 1     | 0            |

Les résultats de la poule de la France sont :
|   | Équipe    | Pts | J | G | N | P | Bp  | Bc  | Diff | Dép |
| - | --------- | --- | - | - | - | - | --- | --- | ---- | --- |
| 1 | Croatie   | 8   | 5 | 4 | 0 | 1 | 147 | 134 | 13   | +1  |
| 2 | France    | 8   | 5 | 4 | 0 | 1 | 152 | 126 | 26   | -1  |
| 3 | Danemark  | 6   | 5 | 3 | 0 | 2 | 136 | 127 | 9    | -   |
| 4 | Qatar     | 5   | 5 | 2 | 1 | 2 | 122 | 127 | -5   | -   |
| 5 | Argentine | 2   | 5 | 1 | 0 | 4 | 110 | 126 | -16  | -   |
| 6 | Tunisie   | 1   | 5 | 0 | 1 | 4 | 118 | 145 | -27  | -   |

|  | Qualifié pour les quarts de finale                                                                                     |
|  | Éliminé |
|  | Pts points ; J joués ; G victoires ; N nuls ; P défaites BP buts marqués ; BC buts encaissés ; Diff différence de buts |

Le détail des rencontres de l'équipe de France est le suivant :
| 8 août 2016 00 h 50 CEST | France          | 25 - 23   | Tunisie       | Future Arena, Rio de Janeiro Arbitrage : Lars Geipel & Marcus Helbig |
| 8 août 2016 00 h 50 CEST | Kentin Mahé (5) | (16 - 11) | Issam Tej (6) | Future Arena, Rio de Janeiro Arbitrage : Lars Geipel & Marcus Helbig |
| 8 août 2016 00 h 50 CEST | Rapport         |           |               | Future Arena, Rio de Janeiro Arbitrage : Lars Geipel & Marcus Helbig |

| 9 août 2016 14 h 30 CEST | Qatar                           | 20 - 35 | France        | Future Arena, Rio de Janeiro Arbitrage : Václav Horáček & Jiří Novotný |
| 9 août 2016 14 h 30 CEST | Marković, Capote et Bagarić (4) |         | Luc Abalo (7) | Future Arena, Rio de Janeiro Arbitrage : Václav Horáček & Jiří Novotný |
| 9 août 2016 14 h 30 CEST | Rapport                         |         |               | Future Arena, Rio de Janeiro Arbitrage : Václav Horáček & Jiří Novotný |

| 12 août 2016 02 h 50 CEST | France        | 31 - 24   | Argentine                     | Future Arena, Rio de Janeiro Arbitrage : Slave Nikolov & Gjorgji Nachevski |
| 12 août 2016 02 h 50 CEST | Luc Abalo (7) | (17 - 12) | Federico Gastón Fernández (8) | Future Arena, Rio de Janeiro Arbitrage : Slave Nikolov & Gjorgji Nachevski |
| 12 août 2016 02 h 50 CEST | Rapport       |           |                               | Future Arena, Rio de Janeiro Arbitrage : Slave Nikolov & Gjorgji Nachevski |

| 13 août 2016 16 h 30 CEST | Croatie           | 29 - 28   | France              | Future Arena, Rio de Janeiro Arbitrage : Jonas Eliasson & Anton Palsson |
| 13 août 2016 16 h 30 CEST | Marko Kopljar (6) | (14 - 12) | Michaël Guigou (10) | Future Arena, Rio de Janeiro Arbitrage : Jonas Eliasson & Anton Palsson |
| 13 août 2016 16 h 30 CEST | Rapport           |           |                     | Future Arena, Rio de Janeiro Arbitrage : Jonas Eliasson & Anton Palsson |

| 15 août 2016 19 h 40 CEST | France          | 33 - 30   | Danemark          | Future Arena, Rio de Janeiro Arbitrage : Bojan Lah & David Sok |
| 15 août 2016 19 h 40 CEST | Kentin Mahé (9) | (17 - 16) | Mikkel Hansen (8) | Future Arena, Rio de Janeiro Arbitrage : Bojan Lah & David Sok |
| 15 août 2016 19 h 40 CEST | Rapport         |           |                   | Future Arena, Rio de Janeiro Arbitrage : Bojan Lah & David Sok |

Quart de finale :
| 17 août 2016 15 h 00 CEST | Brésil               | 27 - 34   | France             | Future Arena, Rio de Janeiro Arbitrage : Václav Horáček & Jiří Novotný |
| 17 août 2016 15 h 00 CEST | Alexandro Pozzer (8) | (16 - 16) | Michaël Guigou (8) | Future Arena, Rio de Janeiro Arbitrage : Václav Horáček & Jiří Novotný |
| 17 août 2016 15 h 00 CEST | Rapport              |           |                    | Future Arena, Rio de Janeiro Arbitrage : Václav Horáček & Jiří Novotný |

Demi-finale :
| 19 août 2016 20 h 30 CEST | France              | 29 - 28   | Allemagne           | Future Arena, Rio de Janeiro Arbitrage : Mads Hansen & Martin Gjeding |
| 19 août 2016 20 h 30 CEST | Daniel Narcisse (7) | (16 - 13) | Uwe Gensheimer (11) | Future Arena, Rio de Janeiro Arbitrage : Mads Hansen & Martin Gjeding |
| 19 août 2016 20 h 30 CEST | Rapport             |           |                     | Future Arena, Rio de Janeiro Arbitrage : Mads Hansen & Martin Gjeding |

Finale :
| 21 août 2016 19 h 00 CEST | France             | 26 - 28   | Danemark          | Future Arena, Rio de Janeiro Arbitrage : Oscar Raluy & Angel Sabroso Ramirez |
| 21 août 2016 19 h 00 CEST | Michaël Guigou (6) | (14 - 16) | Mikkel Hansen (8) | Future Arena, Rio de Janeiro Arbitrage : Oscar Raluy & Angel Sabroso Ramirez |
| 21 août 2016 19 h 00 CEST | Rapport            |           |                   | Future Arena, Rio de Janeiro Arbitrage : Oscar Raluy & Angel Sabroso Ramirez |

### Tournoi féminin
Le 12 juillet 2016, le sélectionneur national Olivier Krumbholz dévoile sa liste de joueuses pour la phase de préparation et les Jeux olympiques de Rio. Cette dernière comporte 14 joueuses accompagnées d'une remplaçante qui pourra entrer en jeu en cas de blessure importante (16 joueuses en tout).
Sélection
| #               | Nom                          | Club                    | Âge | Joués | buts / arrêts (%) (goals) | Averti | 2 min | Carton rouge |
| --------------- | ---------------------------- | ----------------------- | --- | ----- | ------------------------- | ------ | ----- | ------------ |
|                 | Olivier Krumbholz            |                         |     |       |                           |        |       |              |
| Gardiennes      |                              |                         |     |       |                           |        |       |              |
| 1               | Laura Glauser                | Metz HB                 | 22  | 8     | 0 / 45 (41%)              | 0      | 0     | 0            |
| 12              | Amandine Leynaud             | Vardar Skopje           | 30  | 8     | 0 / 61 (38%)              | 0      | 0     | 0            |
| Ailières gauche |                              |                         |     |       |                           |        |       |              |
| 13              | Manon Houette                | Thüringer HC            | 24  | 8     | 13                        | 0      | 0     | 0            |
| 17              | Siraba Dembélé               | Rostov-Don              | 30  | 8     | 23                        | 5      | 1     | 0            |
| Ailières droite |                              |                         |     |       |                           |        |       |              |
| 3               | Blandine Dancette            | Chambray Touraine HB    | 28  | 5     | 0                         | 0      | 0     | 0            |
| 11              | Marie Prouvensier            | Brest Bretagne Handball | 21  | 3     | 3                         | 1      | 0     | 0            |
| 18              | Chloé Bulleux                | Siofok                  | 24  | 7     | 7                         | 1      | 1     | 0            |
| Pivots          |                              |                         |     |       |                           |        |       |              |
| 8               | Laurisa Landre               | CSM Craiova             | 30  | 8     | 18                        | 0      | 2     | 0            |
| 24              | Béatrice Edwige              | Metz HB                 | 27  | 8     | 4                         | 4      | 9     | 0            |
| Arrières gauche |                              |                         |     |       |                           |        |       |              |
| 7               | Allison Pineau               | Brest Bretagne HB       | 27  | 8     | 32                        | 3      | 1     | 0            |
| 10              | Grâce Zaadi                  | Metz HB                 | 23  | 8     | 1                         | 0      | 0     | 0            |
| 22              | Tamara Horacek (remplaçante) | Metz HB                 | 20  | 1     | 0                         | 0      | 0     | 0            |
| 27              | Estelle Nze-Minko            | Siofok                  | 24  | 8     | 15                        | 1      | 2     | 0            |
| 29              | Gnonsiane Niombla            | CSM Bucarest            | 26  | 8     | 17                        | 1      | 3     | 0            |
| Arrières droite |                              |                         |     |       |                           |        |       |              |
| 5               | Camille Ayglon-Saurina       | CSM Bucarest            | 31  | 8     | 9                         | 3      | 5     | 0            |
| 64              | Alexandra Lacrabère          | Vardar Skopje           | 29  | 8     | 46                        | 0      | 2     | 0            |

Les résultats de la poule de la France sont :
|   | Équipe       | Pts | J | G | N | P | Bp  | Bc  | Diff |
| - | ------------ | --- | - | - | - | - | --- | --- | ---- |
| 1 | Russie       | 10  | 5 | 5 | 0 | 0 | 165 | 147 | 18   |
| 2 | France       | 8   | 5 | 4 | 0 | 1 | 118 | 93  | 25   |
| 3 | Suède        | 5   | 5 | 2 | 1 | 2 | 150 | 141 | 9    |
| 4 | Pays-Bas     | 4   | 5 | 1 | 2 | 2 | 135 | 135 | 0    |
| 5 | Corée du Sud | 3   | 5 | 1 | 1 | 3 | 130 | 136 | -6   |
| 6 | Argentine    | 0   | 5 | 0 | 0 | 5 | 101 | 147 | -46  |

|  | Qualifié pour les quarts de finale                                                                                     |
|  | Éliminé |
|  | Pts points ; J joués ; G victoires ; N nuls ; P défaites BP buts marqués ; BC buts encaissés ; Diff différence de buts |

Le détail des rencontres de l'équipe de France est le suivant :
| 6 août 2016 16 h 30 CEST | Pays-Bas                                  | 14 - 18  | France                   | Future Arena, Rio de Janeiro Arbitrage : Kjersti Arntsen & Guro Røen |
| 6 août 2016 16 h 30 CEST | (3) Groot (3) Abbingh (3) van der Heijden | (6 - 10) | (5) Lacrabère (5) Pineau | Future Arena, Rio de Janeiro Arbitrage : Kjersti Arntsen & Guro Røen |
| 6 août 2016 16 h 30 CEST | Rapport                                   |          |                          | Future Arena, Rio de Janeiro Arbitrage : Kjersti Arntsen & Guro Røen |

| 8 août 2016 16 h 30 CEST | France         | 25 - 26 | Russie          | Future Arena, Rio de Janeiro Arbitrage : Bojan Lah & David Sok |
| 8 août 2016 16 h 30 CEST | (11) Lacrabère |         | (6) Kouznetsova | Future Arena, Rio de Janeiro Arbitrage : Bojan Lah & David Sok |
| 8 août 2016 16 h 30 CEST | Rapport        |         |                 | Future Arena, Rio de Janeiro Arbitrage : Bojan Lah & David Sok |

| 11 août 2016 02 h 50 CEST | France      | 27 - 11 | Argentine    | Future Arena, Rio de Janeiro Arbitrage : Victoria Alpaidze & Tatyana Berezkina |
| 11 août 2016 02 h 50 CEST | (8) Houette |         | (4) Campigli | Future Arena, Rio de Janeiro Arbitrage : Victoria Alpaidze & Tatyana Berezkina |
| 11 août 2016 02 h 50 CEST | Rapport     |         |              | Future Arena, Rio de Janeiro Arbitrage : Victoria Alpaidze & Tatyana Berezkina |

| 13 août 2016 02 h 50 CEST | Corée du Sud | 17 - 21   | France        | Future Arena, Rio de Janeiro Arbitrage : Mads Hansen & Martin Gjeding |
| 13 août 2016 02 h 50 CEST | (5) H.Song   | (11 - 11) | (7) Lacrabère | Future Arena, Rio de Janeiro Arbitrage : Mads Hansen & Martin Gjeding |
| 13 août 2016 02 h 50 CEST | Rapport      |           |               | Future Arena, Rio de Janeiro Arbitrage : Mads Hansen & Martin Gjeding |

| 14 août 2016 16 h 30 CEST | Suède       | 25 - 27   | France        | Future Arena, Rio de Janeiro Arbitrage : Kjersti Arntsen & Guro Røen |
| 14 août 2016 16 h 30 CEST | (8) Roberts | (13 - 15) | (8) Lacrabère | Future Arena, Rio de Janeiro Arbitrage : Kjersti Arntsen & Guro Røen |
| 14 août 2016 16 h 30 CEST | Rapport     |           |               | Future Arena, Rio de Janeiro Arbitrage : Kjersti Arntsen & Guro Røen |

Quart de finale :
| 16 août 2016 18 h 30 CEST | Espagne       | 26 - 27 (ap)      | France        | Future Arena, Rio de Janeiro Arbitrage : Victoria Alpaidze & Tatyana Berezkina |
| 16 août 2016 18 h 30 CEST | (13) Pena     | (12 - 5, 23 - 23) | (7) Lacrabère | Future Arena, Rio de Janeiro Arbitrage : Victoria Alpaidze & Tatyana Berezkina |
| 16 août 2016 18 h 30 CEST | Prol. : 3 - 4 |                   |               | Future Arena, Rio de Janeiro Arbitrage : Victoria Alpaidze & Tatyana Berezkina |
| 16 août 2016 18 h 30 CEST | Rapport       |                   |               | Future Arena, Rio de Janeiro Arbitrage : Victoria Alpaidze & Tatyana Berezkina |

Demi-finale :
| 18 août 2016 20 h 30 CEST | Pays-Bas            | 23 - 24   | France     | Future Arena, Rio de Janeiro Arbitrage : Seok Lee & Bonok Koo |
| 18 août 2016 20 h 30 CEST | (8) van der Heijden | (13 - 17) | (7) Pineau | Future Arena, Rio de Janeiro Arbitrage : Seok Lee & Bonok Koo |
| 18 août 2016 20 h 30 CEST | Rapport             |           |            | Future Arena, Rio de Janeiro Arbitrage : Seok Lee & Bonok Koo |

Finale :
| 20 août 2016 20 h 30 CEST | France     | 19 - 22  | Russie         | Future Arena, Rio de Janeiro Arbitrage : Kjersti Arntsen & Guro Røen |
| 20 août 2016 20 h 30 CEST | (5) Pineau | (7 - 10) | (5) Viakhireva | Future Arena, Rio de Janeiro Arbitrage : Kjersti Arntsen & Guro Røen |
| 20 août 2016 20 h 30 CEST | Rapport    |          |                | Future Arena, Rio de Janeiro Arbitrage : Kjersti Arntsen & Guro Røen |

## Hockey sur gazon
Les qualifications sont terminées.
L'équipe de France masculine échoue aux portes de la qualification en terminant 7e des demi-finales de la World League (la 5e place était qualificative). L'équipe féminine échoue au même stade (10e).
La France n'est représentée ni dans le tournoi masculin, ni dans le tournoi féminin.

## Judo
La France qualifie des athlètes dans chaque catégorie de poids via un classement olympique. Elle qualifie ainsi 14 judokas : elle égale ainsi sa performance de Londres et fait mieux qu'à Pékin (13).
Les sélections sont très disputées en -52 kg femmes (Priscilla Gneto privilégiée à Annabelle Euranie) et en -60 kg hommes (Walide Khyar plutôt que Vincent Limare) notamment.
| Athlète          | Compétition     | 1er tour            | 2e tour                          | 3e tour              | Quart de finale             | Demi-finale                 | Repêchage 1             | Repêchage 2         | Finale                 | Rang                                |
| Athlète          | Compétition     | Adversaire Résultat | Adversaire Résultat              | Adversaire Résultat  | Adversaire Résultat         | Adversaire Résultat         | Adversaire Résultat     | Adversaire Résultat | Adversaire Résultat    | Rang                                |
| ---------------- | --------------- | ------------------- | -------------------------------- | -------------------- | --------------------------- | --------------------------- | ----------------------- | ------------------- | ---------------------- | ----------------------------------- |
| Walide Khyar     | Moins de 60 kg  | bat Yacoub 100 - 0H | battu par Kitadai 0 - 1          | Éliminé              | Éliminé                     | Éliminé                     | Éliminé                 | Éliminé             | Éliminé                | Éliminé                             |
| Kilian Le Blouch | Moins de 66 kg  | exempt              | bat Oates 0s2 - 0s3              | battu par An 0 - 110 | Éliminé                     | Éliminé                     | Éliminé                 | Éliminé             | Éliminé                | Éliminé                             |
| Pierre Duprat    | Moins de 73 kg  | bat Hong 100 - 0    | battu par Iartcev 0s1 - 0s0      | Éliminé              | Éliminé                     | Éliminé                     | Éliminé                 | Éliminé             | Éliminé                | Éliminé                             |
| Loïc Pietri      | Moins de 81 kg  | exempt              | battu par Valois-Fortier 0s1 - 1 | Éliminé              | Éliminé                     | Éliminé                     | Éliminé                 | Éliminé             | Éliminé                | Éliminé                             |
| Alexandre Iddir  | Moins de 90 kg  | exempt              | bat Grossklaus 0s1 - 0s2         | bat Brown 10s2 - 0s1 | battu par Baker 0 - 100     | -                           | battu par Nyman 0 - 100 | Éliminé             | Éliminé                | Éliminé                             |
| Cyrille Maret    | Moins de 100 kg | exempt              | bat Traore 100 - 0               | bat Grol 1s1 - 0s1   | bat Gviniashvili 10s1 - 0s1 | battu par Krpalek 0s1 - 100 | -                       | bat Frey 100 - 0    | -                      | Médaille de bronze, Jeux olympiques |
| Teddy Riner      | Plus de 100 kg  | exempt              | exempt                           | bat Tayeb 100 - 0s1  | bat Silva 10s1 - 0s3        | bat Sasson 10s1 - 0s1       | -                       | -                   | Bat Harasawa 0s1 - 0s2 | Médaille d'or, Jeux olympiques      |

| Athlète             | Compétition    | 1er tour                    | 2e tour                        | Quart de finale                            | Demi-finale          | Repêchage 1                 | Repêchage 2         | Finale                               | Rang                               |
| Athlète             | Compétition    | Adversaire Résultat         | Adversaire Résultat            | Adversaire Résultat                        | Adversaire Résultat  | Adversaire Résultat         | Adversaire Résultat | Adversaire Résultat                  | Rang                               |
| ------------------- | -------------- | --------------------------- | ------------------------------ | ------------------------------------------ | -------------------- | --------------------------- | ------------------- | ------------------------------------ | ---------------------------------- |
| Laëtitia Payet      | Moins de 48 kg | bat Rayner 10 - 0           | battue par Urantsetseg 0 - 100 | Éliminée                                   | Éliminée             | Éliminée                    | Éliminée            | Éliminée                             | Éliminée                           |
| Priscilla Gneto     | Moins de 52 kg | battue par Tschopp 0H - 100 | Éliminée                       | Éliminée                                   | Éliminée             | Éliminée                    | Éliminée            | Éliminée                             | Éliminée                           |
| Automne Pavia       | Moins de 57 kg | exempte                     | bat Smythe-Davis 1 - 0         | battue par Matsumoto 0 - 10 (golden score) | -                    | battue par Monteiro 0 - 100 | Éliminée            | Éliminée                             | Éliminée                           |
| Clarisse Agbegnenou | Moins de 63 kg | exempte                     | bat Katipoğlu 102 - 0s1        | bat Van Emden 101s1 - 0s1                  | bat Tashiro 0 - 0s1  | -                           | -                   | battue par Trstenjak 0 - 101         | Médaille d'argent, Jeux olympiques |
| Gévrise Emane       | Moins de 70 kg | exempte                     | battue par Conway 1 - 100s1    | Éliminée                                   | Éliminée             | Éliminée                    | Éliminée            | Éliminée                             | Éliminée                           |
| Audrey Tcheuméo     | Moins de 78 kg | exempte                     | bat Sol 100s1 - 0              | bat Powell 0 - 0s2                         | bat Aguiar 0s1 - 0s2 | -                           | -                   | battue par Harrison 0s2 - 100        | Médaille d'argent, Jeux olympiques |
| Émilie Andéol       | Plus de 78 kg  | exempte                     | bat Zambotti 0s1 - 0s2         | bat Cheikhrouhou 0s1 - 0s2                 | bat Yu 100 - 0       | -                           | -                   | Bat Ortíz 100s1 - 0s1 (golden score) | Médaille d'or, Jeux olympiques     |

## Lutte
Les qualifications sont terminées.
La France qualifie très peu d'athlètes aux Jeux : un seul homme en lutte libre via les Championnats du monde et une femme en lutte libre via un TQO mondial. Elle qualifie donc 2 lutteurs, en forte baisse par rapport à Londres (6) et Pékin (9). Elle ne qualifie pas d'athlètes en lutte gréco-romaine pour la première fois depuis plus de 30 ans.
| Athlète            | Compétition    | Qualification       | Huitièmes de finale      | Quarts de finale    | Demi-finales        | Repêchage 1         | Repêchage 2         | Finale              | Finale  |
| Athlète            | Compétition    | Adversaire Résultat | Adversaire Résultat      | Adversaire Résultat | Adversaire Résultat | Adversaire Résultat | Adversaire Résultat | Adversaire Résultat | Rang    |
| ------------------ | -------------- | ------------------- | ------------------------ | ------------------- | ------------------- | ------------------- | ------------------- | ------------------- | ------- |
| Lutte libre        |                |                     |                          |                     |                     |                     |                     |                     |         |
| Zelimkhan Khadjiev | Moins de 74 kg | Bat Yadav Forfait   | Battu par Takatani 4 - 5 | Éliminé             | Éliminé             | Éliminé             | Éliminé             | Éliminé             | Éliminé |

La France n'est pas représentée en -57 kg, -65 kg, -86 kg, -97 kg, -125 kg (lutte libre) -59 kg, -66 kg, -75 kg, -85 kg, -98 kg et en -130 kg. (lutte gréco-romaine)
| Athlète        | Compétition    | Qualification       | Huitièmes de finale        | Quarts de finale    | Demi-finales        | Repêchage 1         | Repêchage 2         | Finale              | Finale   |
| Athlète        | Compétition    | Adversaire Résultat | Adversaire Résultat        | Adversaire Résultat | Adversaire Résultat | Adversaire Résultat | Adversaire Résultat | Adversaire Résultat | Rang     |
| -------------- | -------------- | ------------------- | -------------------------- | ------------------- | ------------------- | ------------------- | ------------------- | ------------------- | -------- |
| Lutte libre    |                |                     |                            |                     |                     |                     |                     |                     |          |
| Cynthia Vescan | Moins de 75 kg | exempt              | Battue par Marzaliuk 0 - 5 | Éliminée            | Éliminée            | Éliminée            | Éliminée            | Éliminée            | Éliminée |

La France n'est pas représentée en -48 kg, -53 kg, -58 kg, -63 kg et en -69 kg.

## Natation

### Natation sportive
Les sélections nationales ont lieu en mars lors des Championnats de France. Elles sont marquées par des minima très exigeants et critiqués par une partie des nageurs. Très peu réalisent les minima demandés.
Finalement, le DTN de la FFN décide de sélectionner 28 nageurs. Ceci est moins bien qu'à Londres (29) et Pékin (33). Surtout, elle sera présente dans moins d'épreuves (25, autant qu'en 2012) qu'à Pékin (32).
| Athlète | Épreuve              | Séries         | Séries | Demi-finales | Demi-finales | Finale         | Finale                             |
| Athlète | Épreuve              | Temps          | Rang   | Temps        | Rang         | Temps          | Rang                               |
| --- | -------------------- | -------------- | ------ | ------------ | ------------ | -------------- | ---------------------------------- |
| Yannick Agnel | 200 m nage libre     | 1 min 47 s 35  | 19e    | Éliminé      | Éliminé      | Éliminé        | Éliminé                            |
| Clément Mignon | 100 m nage libre     | 48 s 57        | 14e    | 48 s 57      | 14e          | Éliminé        | Éliminé                            |
| Damien Joly | 1 500 m nage libre   | 14 min 48 s 90 | 6e     | NC           | NC           | 14 min 52 s 73 | 7e                                 |
| Camille Lacourt | 100 m dos            | 52 s 96        | 1er    | 52 s 72      | 4e           | 52 s 70        | 5e                                 |
| Mehdy Metella | 100 m papillon       | 51 s 71        | 5e     | 51 s 73      | 8e           | 51 s 58        | 6e                                 |
| Frédérick Bousquet | 50 m nage libre      | 22 s 27        | 25e    | Éliminé      | Éliminé      | Éliminé        | Éliminé                            |
| Jérémy Stravius | 200 m nage libre     | 1 min 46 s 67  | 11e    | Abandon      | Abandon      | Éliminé        | Éliminé                            |
| Jérémy Stravius | 100 m nage libre     | 48 s 62        | 18e    | Éliminé      | Éliminé      | Éliminé        | Éliminé                            |
| Jérémy Stravius | 100 m papillon       | 52 s 10        | 17e    | Éliminé      | Éliminé      | Éliminé        | Éliminé                            |
| Florent Manaudou | 50 m nage libre      | 21 s 72        | 4e     | 21 s 32      | 1re          | 21 s 41        | Médaille d'argent, Jeux olympiques |
| Nicolas d'Oriano | 1 500 m nage libre   | 15 min 33 s 62 | 40e    | NC           | NC           | Éliminé        | Éliminé                            |
| Jordan Pothain | 400 m nage libre     | 3 min 45 s 43  | 3e     | NC           | NC           | 3 min 49 s 07  | 8e                                 |
| Jordan Coelho | 200 m papillon       | 1 min 58 s 62  | 25e    | Éliminé      | Éliminé      | Éliminé        | Éliminé                            |
| Fabien Gilot William Meynard Jérémy Stravius Clément Mignon Florent Manaudou Mehdy Metella                               | 4 × 100 m nage libre | 3 min 13 s 27  | 4e     | NC           | NC           | 3 min 10 s 53  | Médaille d'argent, Jeux olympiques |
| Yannick Agnel (Ab) Grégory Mallet Jérémy Stravius (Ab) Jordan Pothain Lorys Bourelly Damien Joly                         | 4 × 200 m nage libre | 7 min 13 s 71  | 14e    | Éliminés     | Éliminés     | Éliminés       | Éliminés                           |
| Fabien Gilot William Meynard Jérémy Stravius Clément Mignon Florent Manaudou Mehdy Metella Camille Lacourt Théo Bussière | 4 × 100 m 4 nages    | 3 min 34 s 47  | 10e    | NC           | NC           | Éliminés       | Éliminés                           |

La France n'est pas représentée en 200 m dos, 100 m brasse, 200 m brasse, 200 m 4 nages et 400 m 4 nages.
| Athlète | Épreuve              | Séries        | Séries        | Demi-finales  | Demi-finales | Finale        | Finale    |
| Athlète | Épreuve              | Temps         | Rang          | Temps         | Rang         | Temps         | Rang      |
| --- | -------------------- | ------------- | ------------- | ------------- | ------------ | ------------- | --------- |
| Mélanie Henique                                                                                            | 50 m nage libre      | 25 s 36       | 31e           | Éliminée      | Éliminée     | Éliminée      | Éliminée  |
| Coralie Balmy                                                                                              | 200 m nage libre     | 1 min 58 s 83 | 23e           | Éliminée      | Éliminée     | Éliminée      | Éliminée  |
| Coralie Balmy                                                                                              | 400 m nage libre     | 4 min 03 s 40 | 4e            | NC            | NC           | 4 min 06 s 98 | 8e        |
| Béryl Gastaldello                                                                                          | 100 m nage libre     | 54 s 80       | 22e           | Éliminée      | Éliminée     | Éliminée      | Éliminée  |
| Béryl Gastaldello                                                                                          | 100 m papillon       | 58 s 93       | 24e           | Éliminée      | Éliminée     | Éliminée      | Éliminée  |
| Marie Wattel                                                                                               | 100 m papillon       | 58 s 90       | 23e           | Éliminée      | Éliminée     | Éliminée      | Éliminée  |
| Lara Grangeon                                                                                              | 400 m 4 nages        | 4 min 43 s 98 | 22e           | Éliminée      | Éliminée     | Éliminée      | Éliminée  |
| Lara Grangeon                                                                                              | 200 m papillon       | 2 min 09 s 69 | 18e           | Éliminée      | Éliminée     | Éliminée      | Éliminée  |
| Fantine Lesaffre                                                                                           | 400 m 4 nages        | 4 min 44 s 47 | 23e           | Éliminée      | Éliminée     | Éliminée      | Éliminée  |
| Fantine Lesaffre                                                                                           | 200 m 4 nages        | 2 min 15 s 71 | 23e           | Éliminée      | Éliminée     | Éliminée      | Éliminée  |
| Charlotte Bonnet                                                                                           | 100 m nage libre     | 53 s 93       | 10e           | 54 s 54       | 15e          | Éliminée      | Éliminée  |
| Charlotte Bonnet                                                                                           | 200 m nage libre     | 1 min 56 s 26 | 4e            | 1 min 56 s 38 | 7e           | 1 min 56 s 29 | 8e        |
| Anna Santamans                                                                                             | 50 m nage libre      | 24 s 93       | 21e           | Éliminée      | Éliminée     | Éliminée      | Éliminée  |
| Anna Santamans Mathilde Cini Charlotte Bonnet Béryl Gastaldello                                            | 4 × 100 m nage libre | 3 min 36 s 85 | 8e            | NC            | NC           | 3 min 37 s 45 | 7e        |
| Coralie Balmy Charlotte Bonnet Margaux Fabre Cloé Hache                                                    | 4 × 200 m nage libre | 7 min 55 s 55 | 5e            | Éliminées     | Éliminées    | Éliminées     | Éliminées |
| Anna Santamans Mathilde Cini Charlotte Bonnet Béryl Gastaldello Marie Wattel Fanny Deberghes Lara Grangeon | 4 × 100 m 4 nages    | Disqualifiées | Disqualifiées | Éliminées     | Éliminées    | Éliminées     | Éliminées |

La France n'est pas représentée en 100m dos, 200m dos, 100m brasse et 200m brasse.

### Nage en eau libre
Les qualifications sont terminées.
La France qualifie 2 nageurs via les Championnats du monde 2015, soit autant qu'à Londres et Pékin.
| Athlète              | Épreuve      | Finale            | Finale                              |
| Athlète              | Épreuve      | Temps             | Rang                                |
| -------------------- | ------------ | ----------------- | ----------------------------------- |
| Marc-Antoine Olivier | 10 km hommes | 1 h 53 min 02 s 0 | Médaille de bronze, Jeux olympiques |
| Aurélie Muller       | 10 km femmes | Disqualifiée      | Disqualifiée                        |

## Natation synchronisée
Les qualifications sont terminées.
La France qualifie un duo lors du TQO. Elle rate par contre la qualification pour le ballet par équipes.
Elle qualifie ainsi deux nageuses comme lors des deux éditions précédentes.
| Athlètes                       | Compétition | Programme technique | Programme technique | Programme libre (qualifications) | Programme libre (qualifications) | Programme libre (qualifications) | Programme libre (finale) | Programme libre (finale)  | Programme libre (finale) |
| Athlètes                       | Compétition | Points              | Rang                | Points                           | Total (technique + libre)        | Rang                             | Points                   | Total (technique + libre) | Rang                     |
| ------------------------------ | ----------- | ------------------- | ------------------- | -------------------------------- | -------------------------------- | -------------------------------- | ------------------------ | ------------------------- | ------------------------ |
| Margaux Chrétien et Laura Augé | Duo         | 86,8667             | 8e                  | 86,2824                          | 173,1491                         | 9e (Q)                           | 87,9667                  | 174,2491                  | 8e                       |

La France n'est pas représentée en ballet par équipes.

## Pentathlon moderne
Les qualifications sont terminées.
Lors des Championnats d'Europe de 2015, la France qualifie une femme et deux hommes pour les Jeux, soit autant qu'à Londres et Pékin.
| Athlète         | Compétition | Escrime (épée, une touche) | Escrime (épée, une touche) | Escrime (épée, une touche) | Natation (200 m nage libre) | Natation (200 m nage libre) | Natation (200 m nage libre) | Équitation (saut d'obstacles) | Équitation (saut d'obstacles) | Équitation (saut d'obstacles) | Combiné course/tir (3 000 m / pistolet à 10 m) | Combiné course/tir (3 000 m / pistolet à 10 m) | Combiné course/tir (3 000 m / pistolet à 10 m) | Total | Rang |
| Athlète         | Compétition | Résultats                  | Rang                       | Points                     | Temps                       | Rang                        | Points                      | Pénalités                     | Rang                          | Points                        | Temps                                          | Rang                                           | Points                                         | Total | Rang |
| --------------- | ----------- | -------------------------- | -------------------------- | -------------------------- | --------------------------- | --------------------------- | --------------------------- | ----------------------------- | ----------------------------- | ----------------------------- | ---------------------------------------------- | ---------------------------------------------- | ---------------------------------------------- | ----- | ---- |
| Valentin Prades | Hommes      | 22                         | 4e                         | 227                        | 2 min 04 s 44               | 18e                         | 327                         | 23                            | 23e                           | 277                           | 11 min 04 s 08                                 | 3e                                             | 636                                            | 1 467 | 4e   |
| Valentin Belaud | Hommes      | 21                         | 13e                        | 216                        | 2 min 07 s 83               | 32e                         | 317                         | 14                            | 13e                           | 286                           | 11 min 39 s 37                                 | 22e                                            | 601                                            | 1 420 | 20e  |
| Élodie Clouvel  | Femmes      | 21                         | 7e                         | 227                        | 2 min 08 s 62               | 2e                          | 315                         | 7                             | 11e                           | 293                           | 12 min 59 s 06                                 | 17e                                            | 521                                            | 1 356 | 2e   |

## Plongeon
Les qualifications sont terminées.
En devenant champion d'Europe du 3 m individuel, Mathieu Rosset se qualifie pour les Jeux. La France obtient deux autres quotas lors du championnat du monde 2015.
Au total, elle qualifie deux hommes et une femme, soit deux plongeurs de moins qu'à Londres (mais un de plus qu'à Pékin).
| Athlète          | Compétition          | Éliminatoires | Éliminatoires | Demi-finale | Demi-finale | Finale  | Finale  |
| Athlète          | Compétition          | Points        | Rang          | Points      | Rang        | Points  | Rang    |
| ---------------- | -------------------- | ------------- | ------------- | ----------- | ----------- | ------- | ------- |
| Matthieu Rosset  | Tremplin à 3 mètres  | 373,40        | 23e (E)       | Éliminé     | Éliminé     | Éliminé | Éliminé |
| Benjamin Auffret | Haut-vol à 10 mètres | 470,45        | 5e (Q)        | 477,00      | 4e (Q)      | 507,35  | 4e      |

La France n'est pas représentée en 3 m synchronisé et en 10 m synchronisé.
| Athlète      | Compétition          | Éliminatoires | Éliminatoires | Demi-finale | Demi-finale | Finale   | Finale   |
| Athlète      | Compétition          | Points        | Rang          | Points      | Rang        | Points   | Rang     |
| ------------ | -------------------- | ------------- | ------------- | ----------- | ----------- | -------- | -------- |
| Laura Marino | Haut-vol à 10 mètres | 289,35        | 19e (R)       | Éliminée    | Éliminée    | Éliminée | Éliminée |

La France n'est pas représentée en 3 m individuel, en 3 m synchronisé et en 10 m synchronisé.

## Rugby à sept
Les qualifications sont terminées.
Les équipes masculines et féminines remportent le Grand prix européen dont le vainqueur se qualifie pour les Jeux.

### Tournoi masculin
Le 13 juillet 2016, le sélectionneur national Frédéric Pomarel dévoile sa liste de joueurs pour la phase de préparation et les Jeux olympiques de Rio. Cette dernière comporte 12 joueurs.
Sélection
| #          | Nom                   | Club        | Âge | Points | Essais |
| ---------- | --------------------- | ----------- | --- | ------ | ------ |
| Entraîneur | Frédéric Pomarel      |             |     |        |        |
| 1          | Jérémy Aicardi        | Contrat FFR | 27  | 5      | 1      |
| 18         | Steeve Barry          | Contrat FFR | 25  | 0      | 0      |
| 2          | Terry Bouhraoua       | Contrat FFR | 28  | 43     | 4      |
| 4          | Julien Candelon       | Contrat FFR | 36  | 5      | 1      |
| 5          | Damien Cler           | Contrat FFR | 32  | 10     | 2      |
| 8          | Manoël Dall'igna      | Contrat FFR | 31  | 5      | 1      |
| 16         | Vincent Inigo         | Contrat FFR | 33  | 2      | 0      |
| 3          | Pierre-Gilles Lakafia | Contrat FFR | 29  | 0      | 0      |
| 6          | Jonathan Laugel       | Contrat FFR | 23  | 0      | 0      |
| 13         | Stephen Parez         | Contrat FFR | 21  | 10     | 2      |
| 14         | Virimi Vakatawa       | Contrat FFR | 24  | 10     | 2      |
| 9          | Sacha Valleau         | Contrat FFR | 19  | 5      | 1      |

Réservistes : Sofiane Guitoune (Stade toulousain), Jean-Baptiste Mazoue (Contrat FFR).
Les résultats de la poule de la France sont :
| Rang | Pays           | J | V | N | D | Pm | Pe | Diff | Pts |
| ---- | -------------- | - | - | - | - | -- | -- | ---- | --- |
| 1    | Afrique du Sud | 3 | 2 | 0 | 1 | 55 | 12 | +43  | 8   |
| 2    | France         | 3 | 2 | 0 | 1 | 57 | 45 | +12  | 8   |
| 3    | Australie      | 3 | 2 | 0 | 1 | 52 | 48 | +4   | 8   |
| 4    | Espagne        | 3 | 0 | 0 | 3 | 17 | 76 | -59  | 0   |

|  | Qualifié pour les quarts de finale    |
|  | Qualifié pour le classement de 9 à 12 |

Le détail des rencontres de l'équipe de France est le suivant :
| 9 août 2016 11 h UTC-3 | Australie                                                      | 14 - 31 | France                                                         | stade de Deodoro, Rio de Janeiro Arbitre : Michael Adamson |
| 9 août 2016 11 h UTC-3 | Essai(s) : 2 Transformation(s) : 2 Pénalité(s) : 0 Drop(s) : 0 |         | Essai(s) : 4 Transformation(s) : 4 Pénalité(s) : 1 Drop(s) : 0 | stade de Deodoro, Rio de Janeiro Arbitre : Michael Adamson |
| 9 août 2016 11 h UTC-3 |                                                                |         |                                                                | stade de Deodoro, Rio de Janeiro Arbitre : Michael Adamson |

| 9 août 2016 16 h 30 UTC-3 | Afrique du Sud                                                 | 26 - 0 | France                                                         | stade de Deodoro, Rio de Janeiro Arbitre : Richard Kelly |
| 9 août 2016 16 h 30 UTC-3 | Essai(s) : 4 Transformation(s) : 3 Pénalité(s) : 0 Drop(s) : 0 |        | Essai(s) : 0 Transformation(s) : 0 Pénalité(s) : 0 Drop(s) : 0 | stade de Deodoro, Rio de Janeiro Arbitre : Richard Kelly |
| 9 août 2016 16 h 30 UTC-3 |                                                                |        |                                                                | stade de Deodoro, Rio de Janeiro Arbitre : Richard Kelly |

| 10 août 2016 11 h UTC-3 | France                                                         | 26 - 5 | Espagne                                                        | stade de Deodoro, Rio de Janeiro Arbitre : Anthony Moyes |
| 10 août 2016 11 h UTC-3 | Essai(s) : 4 Transformation(s) : 3 Pénalité(s) : 0 Drop(s) : 0 |        | Essai(s) : 1 Transformation(s) : 0 Pénalité(s) : 0 Drop(s) : 0 | stade de Deodoro, Rio de Janeiro Arbitre : Anthony Moyes |
| 10 août 2016 11 h UTC-3 |                                                                |        |                                                                | stade de Deodoro, Rio de Janeiro Arbitre : Anthony Moyes |

Quart de finale :
| 10 août 2016 19 h 30 UTC-3 | France                                                         | 7 - 12 | Japon                                                          | stade de Deodoro, Rio de Janeiro Arbitre : Richard Kelly |
| 10 août 2016 19 h 30 UTC-3 | Essai(s) : 1 Transformation(s) : 1 Pénalité(s) : 0 Drop(s) : 0 |        | Essai(s) : 2 Transformation(s) : 1 Pénalité(s) : 0 Drop(s) : 0 | stade de Deodoro, Rio de Janeiro Arbitre : Richard Kelly |
| 10 août 2016 19 h 30 UTC-3 |                                                                |        |                                                                | stade de Deodoro, Rio de Janeiro Arbitre : Richard Kelly |

Match de classement (demi-finales de la 5e à la 8e place) :
| 11 août 2016 13 h 30 UTC-3 | France                                                         | 19 - 24 (7 - 0) | Nouvelle-Zélande                                               | stade de Deodoro, Rio de Janeiro Arbitre : Federico Anselmi |
| 11 août 2016 13 h 30 UTC-3 | Essai(s) : 3 Transformation(s) : 2 Pénalité(s) : 0 Drop(s) : 0 |                 | Essai(s) : 4 Transformation(s) : 2 Pénalité(s) : 0 Drop(s) : 0 | stade de Deodoro, Rio de Janeiro Arbitre : Federico Anselmi |
| 11 août 2016 13 h 30 UTC-3 |                                                                |                 |                                                                | stade de Deodoro, Rio de Janeiro Arbitre : Federico Anselmi |

Match de classement (Placement de la 7e à la 8e place) :
| 11 août 2016 17 h 30 UTC-3 | France                                                         | 12 - 10 (5-5) | Australie                                                      | stade de Deodoro, Rio de Janeiro Arbitre : Nick Briant |
| 11 août 2016 17 h 30 UTC-3 | Essai(s) : 2 Transformation(s) : 1 Pénalité(s) : 0 Drop(s) : 0 |               | Essai(s) : 2 Transformation(s) : 0 Pénalité(s) : 0 Drop(s) : 0 | stade de Deodoro, Rio de Janeiro Arbitre : Nick Briant |
| 11 août 2016 17 h 30 UTC-3 |                                                                |               |                                                                | stade de Deodoro, Rio de Janeiro Arbitre : Nick Briant |

### Tournoi féminin
Le 13 juillet 2016, le sélectionneur national David Courteix dévoile sa liste de joueurs pour la phase de préparation et les Jeux olympiques de Rio. Cette dernière comporte 12 joueuses.
Shannon Izar se blesse à la cuisse gauche lors du premier match face à l'Espagne, et est remplacée par la réserviste Jessy Trémoulière.
Sélection
| #          | Nom                | Club                | Âge | Points | Essais |
| ---------- | ------------------ | ------------------- | --- | ------ | ------ |
| Entraîneur | David Courteix     |                     |     |        |        |
| 1          | Audrey Amiel       | Stade français      | 28  | 5      | 1      |
| 18         | Pauline Biscarat   | Bobigny             | 26  | 10     | 0      |
| 2          | Camille Grassineau | Bordeaux            | 28  | 15     | 3      |
| 4          | Lina Guérin        | Marcoussis          | 36  | 25     | 5      |
| 5          | Elodie Guiglion    | Contrat FFR         | 32  | 5      | 1      |
| 8          | Fanny Horta        | Contrat FFR         | 31  | 5      | 1      |
| 16         | Shannon Izar       | Lille               | 33  | 0      | 0      |
| 3          | Caroline Ladagnous | Bobigny             | 29  | 15     | 3      |
| 6          | Jade Le Pesq       | Stade rennais       | 23  | 20     | 2      |
| 13         | Marjorie Mayans    | Blagnac Saint-Orens | 21  | 5      | 1      |
| 14         | Rose Thomas        | Bordeaux            | 24  | 0      | 0      |
| 9          | Jennifer Troncy    | Montpellier         | 19  | 0      | 0      |

Réservistes : Christelle Le Duff (Villelongue) et Jessy Trémoulière (Romagnat).
Les résultats de la poule de la France sont :
| Rang | Pays             | J | V | N | D | Pm  | Pe  | Diff | Pts |
| ---- | ---------------- | - | - | - | - | --- | --- | ---- | --- |
| 1    | Nouvelle-Zélande | 3 | 3 | 0 | 0 | 109 | 12  | +97  | 12  |
| 2    | France           | 3 | 2 | 0 | 1 | 71  | 40  | +31  | 8   |
| 3    | Espagne          | 3 | 1 | 0 | 2 | 31  | 65  | -34  | 4   |
| 4    | Kenya            | 3 | 0 | 0 | 3 | 17  | 111 | -94  | 0   |

|  | Qualifié pour les quarts de finale    |
|  | Qualifié pour le classement de 9 à 12 |

Le détail des rencontres de l'équipe de France est le suivant :
| 6 août 2016 11 h UTC-3 | France | 24 - 7 (12 - 0) | Espagne                                                        | stade de Deodoro, Rio de Janeiro Arbitre : Amy Perrett |
| 6 août 2016 11 h UTC-3 | Essai(s) : Grassineau (3e), Guérin (7e), Ladagnous (9e), Guiglion (13e) Transformation(s) : Biscarat (3e, 9e) |                 | Essai(s) : P. García (11e) Transformation(s) : P. García (11e) | stade de Deodoro, Rio de Janeiro Arbitre : Amy Perrett |
| 6 août 2016 11 h UTC-3 | |                 |                                                                | stade de Deodoro, Rio de Janeiro Arbitre : Amy Perrett |

| 6 août 2016 16 h UTC-3 | France | 40 - 7 (14 - 7) | Kenya                                                  | stade de Deodoro, Rio de Janeiro Arbitre : Alhambra Nievas |
| 6 août 2016 16 h UTC-3 | Essai(s) : Ladagnous (4e, 14e), Le Pesq (7e), Horta (8e), Guérin (11e), Amiel (14e) Transformation(s) : Le Pesq (4e, 7e, 8e, 11e), Biscarat (14e) |                 | Essai(s) : Masinde (7e) Transformation(s) : Owino (7e) | stade de Deodoro, Rio de Janeiro Arbitre : Alhambra Nievas |
| 6 août 2016 16 h UTC-3 | |                 |                                                        | stade de Deodoro, Rio de Janeiro Arbitre : Alhambra Nievas |

| 7 août 2016 11 h 30 UTC-3 | Nouvelle-Zélande | 26 - 7 (19 - 7) | France                                                       | stade de Deodoro, Rio de Janeiro Arbitre : Rasta Rasivhenge |
| 7 août 2016 11 h 30 UTC-3 | Essai(s) : Brazier (1re), Manuel (3e), Woodman (6e), McAlister (13e) Transformation(s) : Nathan-Wong (1re, 3e, 13e) |                 | Essai(s) : Grassineau (7e) Transformation(s) : Biscarat (7e) | stade de Deodoro, Rio de Janeiro Arbitre : Rasta Rasivhenge |
| 7 août 2016 11 h 30 UTC-3 | |                 |                                                              | stade de Deodoro, Rio de Janeiro Arbitre : Rasta Rasivhenge |

Quart de finale :
| 7 août 2016 17 h 30 UTC-3 | France | 5 - 15 | Canada | stade de Deodoro, Rio de Janeiro Arbitre : Amy Perrett |
| 7 août 2016 17 h 30 UTC-3 |        |        |        | stade de Deodoro, Rio de Janeiro Arbitre : Amy Perrett |
| 7 août 2016 17 h 30 UTC-3 |        |        |        | stade de Deodoro, Rio de Janeiro Arbitre : Amy Perrett |

Match de classement (demi-finales de la 5e à la 8e place) :
| 8 août 2016 13 h 30 UTC-3 | France | 24 - 12 | Espagne | stade de Deodoro, Rio de Janeiro Arbitre : James Bolabiu |
| 8 août 2016 13 h 30 UTC-3 |        |         |         | stade de Deodoro, Rio de Janeiro Arbitre : James Bolabiu |
| 8 août 2016 13 h 30 UTC-3 |        |         |         | stade de Deodoro, Rio de Janeiro Arbitre : James Bolabiu |

Match de classement (5e place) :
| 8 août 2016 18 h 0 UTC-3 | France | 5 - 19 | États-Unis | stade de Deodoro, Rio de Janeiro Arbitre : Sara Cox |
| 8 août 2016 18 h 0 UTC-3 |        |        |            | stade de Deodoro, Rio de Janeiro Arbitre : Sara Cox |
| 8 août 2016 18 h 0 UTC-3 |        |        |            | stade de Deodoro, Rio de Janeiro Arbitre : Sara Cox |

## Taekwondo
Les qualifications sont terminées.
La France qualifie 4 combattants pour Rio via le classement olympique. Floriane Liborio manque la qualification lors du dernier tournoi après avoir longtemps figuré parmi les qualifiables.
Avec 4 athlètes qualifiés, elle fait mieux qu'à Londres (2) et Pékin (2).
| Athlète       | Compétition | Huitièmes de finale             | Quarts de finale    | Demi-finales        | Repêchage 1              | Repêchage 2         | Finale              | Rang    |
| Athlète       | Compétition | Adversaire Résultat             | Adversaire Résultat | Adversaire Résultat | Adversaire Résultat      | Adversaire Résultat | Adversaire Résultat | Rang    |
| ------------- | ----------- | ------------------------------- | ------------------- | ------------------- | ------------------------ | ------------------- | ------------------- | ------- |
| M'Bar N'Diaye | +80 kg      | Battu par Issoufou Alfaga 0 - 6 | NC                  | NC                  | Battu par Siqueira 2 - 5 | Éliminé             | Éliminé             | Éliminé |

La France n'est pas représentée en -58 kg, -68 kg et en -80 kg.
| Athlète         | Compétition | Huitièmes de finale          | Quarts de finale       | Demi-finales         | Repêchage 1         | Repêchage 2                | Finale                | Rang                               |
| Athlète         | Compétition | Adversaire Résultat          | Adversaire Résultat    | Adversaire Résultat  | Adversaire Résultat | Adversaire Résultat        | Adversaire Résultat   | Rang                               |
| --------------- | ----------- | ---------------------------- | ---------------------- | -------------------- | ------------------- | -------------------------- | --------------------- | ---------------------------------- |
| Yasmina Aziez   | -49 kg      | Bat Pimentel-Rodriguez 2 - 1 | Bat Zaninović 4 - 3    | Battue par Kim 0 - 1 | NC                  | Battue par Abakarova 2 - 7 | NC                    | 5e                                 |
| Haby Niaré      | -67 kg      | Bat Louissaint 5 - 4         | Bat Gbagbi 5 - 4       | Bat Tatar 4 - 0      | NC                  | NC                         | Battue par Oh 12 - 13 | Médaille d'argent, Jeux olympiques |
| Gwladys Épangue | +67 kg      | Bat Kone 3 - 1               | Battue par Zheng 1 - 4 | NC                   | Bat Rawal 4 - 3     | Battue par Galloway 1 - 2  | NC                    | 5e                                 |

La France n'est pas représentée en -57 kg.

## Tennis
Les qualifications sont terminées.
La France qualifie 6 hommes et 3 femmes via le classement mondial. De plus, elle qualifie deux paires de double (une de chaque sexe), une autre paire masculine pouvant encore être repêchée. De plus, de par le classement de ses joueurs, elle a de grandes chances de participer pour la première fois de son histoire au tournoi de double mixte, dont les inscriptions ont lieu pendant les Jeux.
La France qualifie ainsi 9 joueurs, soit quatre de mieux qu'à Londres.
| Athlète (numéro de tête de série) | 1/32e de finale          | 1/16e de finale                  | 1/8e de finale                | Quarts de finale                        | Demi-finales        | Match pour la médaille de bronze | Finale              |
| Athlète (numéro de tête de série) | Adversaire Résultat      | Adversaire Résultat              | Adversaire Résultat           | Adversaire Résultat                     | Adversaire Résultat | Adversaire Résultat              | Adversaire Résultat |
| --------------------------------- | ------------------------ | -------------------------------- | ----------------------------- | --------------------------------------- | ------------------- | -------------------------------- | ------------------- |
| Jo-Wilfried Tsonga (5)            | bat Jaziri 4-6, 7-5, 6-3 | battu par Müller 4-6, 3-6        | Éliminé                       | Éliminé                                 | Éliminé             | Éliminé                          | Éliminé             |
| Gilles Simon (15)                 | bat Ćorić 6-4, 7-61      | bat Sugita (ITF) 7-63, 6-2       | battu par Nadal (3) 65-7, 3-6 | Éliminé                                 | Éliminé             | Éliminé                          | Éliminé             |
| Benoît Paire (16)                 | bat Rosol 3-6, 6-3, 6-4  | battu par Fognini 6-4, 4-6, 65-7 | Éliminé                       | Éliminé                                 | Éliminé             | Éliminé                          | Éliminé             |
| Gaël Monfils (6)                  | bat Pospisil 6-1, 6-3    | bat Dutra Silva 6-2, 6-4         | bat Čilić (9) 6-7, 6-3, 6-4   | battu par Nishikori (4) 64-7, 6-4, 66-7 | Éliminé             | Éliminé                          | Éliminé             |

| Athlète (numéro de tête de série) | 1/32e de finale            | 1/16e de finale                      | 1/8e de finale      | Quarts de finale    | Demi-finales        | Match pour la médaille de bronze | Finale              |
| Athlète (numéro de tête de série) | Adversaire Résultat        | Adversaire Résultat                  | Adversaire Résultat | Adversaire Résultat | Adversaire Résultat | Adversaire Résultat              | Adversaire Résultat |
| --------------------------------- | -------------------------- | ------------------------------------ | ------------------- | ------------------- | ------------------- | -------------------------------- | ------------------- |
| Alizé Cornet                      | bat Larsson 6-1, 2-6, 6-3  | battue par S. Williams (1) 65-7, 2-6 | Éliminée            | Éliminée            | Éliminée            | Éliminée                         | Éliminée            |
| Caroline Garcia                   | bat Pereira (ITF) 6-1, 6-2 | battue par Konta (10) 2-6, 3-6       | Éliminée            | Éliminée            | Éliminée            | Éliminée                         | Éliminée            |
| Kristina Mladenovic               | bat Krunić (Alt) 6-1, 6-4  | battue par Keys (7) 5-7, 7-64, 65-7  | Éliminée            | Éliminée            | Éliminée            | Éliminée                         | Éliminée            |

| Athlètes (numéro de tête de série)        | 1/16e de finale                    | 1/8e de finale      | Quarts de finale    | Demi-finales        | Match pour la médaille de bronze | Finale              |
| Athlètes (numéro de tête de série)        | Adversaire Résultat                | Adversaire Résultat | Adversaire Résultat | Adversaire Résultat | Adversaire Résultat              | Adversaire Résultat |
| ----------------------------------------- | ---------------------------------- | ------------------- | ------------------- | ------------------- | -------------------------------- | ------------------- |
| Pierre-Hugues Herbert / Nicolas Mahut (1) | battus par Cabal / Farah 64-7, 3-6 | Éliminés            | Éliminés            | Éliminés            | Éliminés                         | Éliminés            |
| Jo-Wilfried Tsonga / Gaël Monfils (4)     | battus par Baker / Ram 1-6, 4-6    | Éliminés            | Éliminés            | Éliminés            | Éliminés                         | Éliminés            |

| Athlètes (numéro de tête de série)        | 1/16 de finale                              | 1/8 de finale       | Quarts de finale    | Demi-finales        | Match pour la médaille de bronze | Finale              |
| Athlètes (numéro de tête de série)        | Adversaire Résultat                         | Adversaire Résultat | Adversaire Résultat | Adversaire Résultat | Adversaire Résultat              | Adversaire Résultat |
| ----------------------------------------- | ------------------------------------------- | ------------------- | ------------------- | ------------------- | -------------------------------- | ------------------- |
| Caroline Garcia / Kristina Mladenovic (2) | battues par Doi / Hozumi (WC) 0-6, 6-0, 4-6 | Éliminées           | Éliminées           | Éliminées           | Éliminées                        | Éliminées           |

| Athlètes (numéro de tête de série)              | 1/16e de finale                                 | 1/8e de finale      | Quarts de finale    | Demi-finales        | Match pour la médaille de bronze | Finale              |
| Athlètes (numéro de tête de série)              | Adversaire Résultat                             | Adversaire Résultat | Adversaire Résultat | Adversaire Résultat | Adversaire Résultat              | Adversaire Résultat |
| ----------------------------------------------- | ----------------------------------------------- | ------------------- | ------------------- | ------------------- | -------------------------------- | ------------------- |
| Caroline Garcia / Nicolas Mahut (1)             | battus par Pereira / Melo (ITF) 64-7, 61-7      | Éliminés            | Éliminés            | Éliminés            | Éliminés                         | Éliminés            |
| Kristina Mladenovic / Pierre-Hugues Herbert (2) | battus par Vinci / Fognini (ITF) 4-6, 6-3, 8-10 | Éliminés            | Éliminés            | Éliminés            | Éliminés                         | Éliminés            |

## Tennis de table
Les qualifications sont terminées.
La France qualifie un homme par le biais du TQO européen. De plus, elle qualifie un homme supplémentaire et deux femmes en simples via le classement olympique. Pour la première fois de son histoire, la France qualifie une équipe (masculine) pour le tournoi par équipes.
En revanche, Carole Grundisch doit déclarer forfait le 28 juillet à cause d'une blessure au coude.
La France qualifie ainsi 4 pongistes, soit un de mieux qu'à Londres et autant qu'à Pékin.
| Athlète(s) (numéro de tête de série)            | Compétition | Tour préliminaire | 1er tour                              | 2e tour                     | 3e tour                  | 4e tour          | Quarts de finale | Demi-finales     | Finale           | Finale   |
| Athlète(s) (numéro de tête de série)            | Compétition | Adversaire Score  | Adversaire Score                      | Adversaire Score            | Adversaire Score         | Adversaire Score | Adversaire Score | Adversaire Score | Adversaire Score | Rang     |
| ----------------------------------------------- | ----------- | ----------------- | ------------------------------------- | --------------------------- | ------------------------ | ---------------- | ---------------- | ---------------- | ---------------- | -------- |
| Emmanuel Lebesson (23)                          | Simple      | exempt            | exempt                                | battu par Crișan (50) 3 - 4 | Éliminé                  | Éliminé          | Éliminé          | Éliminé          | Éliminé          | Éliminé  |
| Simon Gauzy (13)                                | Simple      | exempt            | exempt                                | exempt                      | battu par Kou (28) 1 - 4 | Éliminé          | Éliminé          | Éliminé          | Éliminé          | Éliminé  |
| Emmanuel Lebesson Simon Gauzy Tristan Flore (7) | Par équipes | NC                | Battus par Grande-Bretagne (11) 2 - 3 | NC                          | NC                       | NC               | Éliminés         | Éliminés         | Éliminés         | Éliminés |

| Athlète (numéro de tête de série) | Compétition | Tour préliminaire | 1er tour         | 2e tour             | 3e tour              | 4e tour                     | Quarts de finale | Demi-finales     | Finale           | Finale   |
| Athlète (numéro de tête de série) | Compétition | Adversaire Score  | Adversaire Score | Adversaire Score    | Adversaire Score     | Adversaire Score            | Adversaire Score | Adversaire Score | Adversaire Score | Rang     |
| --------------------------------- | ----------- | ----------------- | ---------------- | ------------------- | -------------------- | --------------------------- | ---------------- | ---------------- | ---------------- | -------- |
| Li Xue (30)                       | Simple      | exempte           | exempte          | bat Díaz (44) 4 - 0 | bat Li J. (11) 4 - 3 | battue par Han Y. (5) 1 - 4 | Éliminée         | Éliminée         | Éliminée         | Éliminée |

La France n'est pas représentée dans le tournoi par équipes féminin.

## Tir
Les qualifications sont terminées.
La France qualifie 11 tireurs pour les Jeux. C'est moins bien qu'à Londres (14) et Pékin (13). Surtout, la France ne sera présente que dans 8 épreuves de tir, contre 13 lors des deux dernières éditions, signe d'un recul.
| Athlète             | Compétition                  | Qualification | Qualification | Finale  | Finale                              |
| Athlète             | Compétition                  | Points        | Rang          | Points  | Rang                                |
| ------------------- | ---------------------------- | ------------- | ------------- | ------- | ----------------------------------- |
| Éric Delaunay       | Skeet                        | 121           | 7e            | Éliminé | Éliminé                             |
| Cyril Graff         | Carabine à 50 m tir couché   | 624,3         | 9e            | Éliminé | Éliminé                             |
| Jean Quiquampoix    | Pistolet à 25 m tir rapide   | 586-19x       | 3e            | 30      | Médaille d'argent, Jeux olympiques  |
| Jérémy Monnier      | Carabine à 10 m air comprimé | 618,5         | 38e           | Éliminé | Éliminé                             |
| Jérémy Monnier      | Carabine à 50 m tir couché   | 618,6         | 39e           | Éliminé | Éliminé                             |
| Alexis Raynaud      | Carabine à 50 m 3 positions  | 1176-63x      | 5e            | 448,4   | Médaille de bronze, Jeux olympiques |
| Valérian Sauveplane | Carabine à 50 m 3 positions  | 1168-63x      | 24e           | Éliminé | Éliminé                             |
| Valérian Sauveplane | Carabine à 10 m air comprimé | 621,1         | 26e           | Éliminé | Éliminé                             |
| Anthony Terras      | Skeet                        | 121           | 8e            | Éliminé | Éliminé                             |

La France n'est pas représentée en pistolet 50 m, pistolet à air comprimé 10 m, fosse olympique et double trap.
| Athlète           | Compétition                  | Qualification | Qualification | Finale   | Finale   |
| Athlète           | Compétition                  | Points        | Rang          | Points   | Rang     |
| ----------------- | ---------------------------- | ------------- | ------------- | -------- | -------- |
| Laurence Brize    | Carabine 50 m 3 positions    | 577-21x       | 20e           | Éliminée | Éliminée |
| Mathilde Lamolle  | Pistolet à 25 m              | 550           | 39e           | Éliminée | Éliminée |
| Céline Goberville | Pistolet à 10 m air comprimé | 383           | 10e           | Éliminée | Éliminée |
| Stéphanie Tirode  | Pistolet à 25 m              | 573           | 26e           | Éliminée | Éliminée |
| Stéphanie Tirode  | Pistolet à 10 m air comprimé | 381           | 13e           | Éliminée | Éliminée |

La France n'est pas représentée en carabine 10 m, fosse olympique et skeet olympique.

## Tir à l'arc
Les qualifications sont terminées.
La France qualifie une équipe et 3 archers lors du dernier TQO mondial. En revanche, il n'y aura pas d'archère française à Rio.
Ainsi, la France qualifie 3 archers, soit un de moins qu'à Londres et deux de moins qu'à Pékin.
| Athlète                                           | Compétition | Tour préliminaire | Tour préliminaire | 1er tour                      | 2e tour              | 3e tour                 | Quarts de finale               | Demi-finales               | Match pour la médaille de bronze | Match pour la médaille de bronze | Finale                 | Finale                             |
| Athlète                                           | Compétition | Score             | Rang              | Adversaire Score              | Adversaire Score     | Adversaire Score        | Adversaire Score               | Adversaire Score           | Adversaire Score                 | Rang                             | Adversaire Score       | Rang                               |
| ------------------------------------------------- | ----------- | ----------------- | ----------------- | ----------------------------- | -------------------- | ----------------------- | ------------------------------ | -------------------------- | -------------------------------- | -------------------------------- | ---------------------- | ---------------------------------- |
| Lucas Daniel                                      | Individuel  | 666 pts           | 21                | Battu par Alvariño (44) 0 - 6 | Éliminé              | Éliminé                 | Éliminé                        | Éliminé                    | Éliminé                          | Éliminé                          | Éliminé                | Éliminé                            |
| Pierre Plihon                                     | Individuel  | 657 pts           | 36                | Battu par Gazoz (29) 5 - 6    | Éliminé              | Éliminé                 | Éliminé                        | Éliminé                    | Éliminé                          | Éliminé                          | Éliminé                | Éliminé                            |
| Jean-Charles Valladont                            | Individuel  | 680 pts           | 8                 | Bat Kouassi (57) 6 - 4        | Bat Ruban (25) 6 - 0 | Bat Thamwong (41) 6 - 0 | Bat Nespoli (16) 6 - 5         | Bat van den Berg (4) 7 - 3 | -                                | -                                | Battu par Ku (6) 3 - 7 | Médaille d'argent, Jeux olympiques |
| Lucas Daniel Pierre Plihon Jean-Charles Valladont | Par équipes | 2003 pts          | 5                 | Battent Malaisie (12) 6 - 2   | -                    | -                       | Battus par Australie (4) 3 - 5 | Éliminés                   | Éliminés                         | Éliminés                         | Éliminés               | Éliminés                           |

La France n'est représentée ni en individuel femmes ni par équipes femmes.

## Triathlon
Les qualifications sont terminées.
Vincent Luis se qualifie via la course de qualification olympique. Les autres triathlètes se qualifient par le biais du classement olympique. David Hauss, qualifiable après la course de qualification olympique, n'est pas retenu pour méforme.
La France qualifie ainsi 5 triathlètes, soit un de moins qu'à Londres et autant qu'à Pékin.
| Athlètes            | Compétition | Natation (1,5 km) | Transition 1         | Vélo (40 km)    | Transition 2 | Course (10 km) | Temps           | Résultat |
| ------------------- | ----------- | ----------------- | -------------------- | --------------- | ------------ | -------------- | --------------- | -------- |
| Dorian Coninx       | Hommes      | 17 min 28 s       | 52 s (10 s pénalité) | 56 min 22 s     | 36 s         | 36 min 32 s    | 1 h 51 min 50 s | 36e      |
| Vincent Luis        | Hommes      | 17 min 26 s       | 48 s                 | 55 min 4 s      | 33 s         | 32 min 21 s    | 1 h 46 min 12 s | 7e       |
| Pierre Le Corre     | Hommes      | 17 min 26 s       | 48 s                 | 57 min 2 s      | 35 s         | 32 min 43 s    | 1 h 48 min 36 s | 25e      |
| Audrey Merle        | Femmes      | 19 min 19 s       | 53 s                 | 1 h 04 min 31 s | 39 s         | 37 min 31 s    | 2 h 02 min 53 s | 35e      |
| Cassandre Beaugrand | Femmes      | 19 min 16 s       | 52 s                 | 1 h 04 min 35 s | 46 s         | 37 min 49 s    | 2 h 02 min 18 s | 30e      |

## Voile
Les qualifications sont terminées :
Aux championnats du monde 2014, la France qualifie un bateau dans chacune des dix catégories, comme à Londres et à Pékin.
Ainsi, la France qualifie 15 marins pour Rio.
| Athlète                     | Compétition | Régate 1 | Régate 2 | Régate 3 | Régate 4 | Régate 5 | Régate 6 | Régate 7 | Régate 8 | Régate 9 | Régate 10 | Régate 11 | Régate 12 | Total net | Total net | Medal Race | Total | Rang                                |
| Athlète                     | Compétition | Score    | Score    | Score    | Score    | Score    | Score    | Score    | Score    | Score    | Score     | Score     | Score     | Score     | Rang      | Score      | Total | Rang                                |
| --------------------------- | ----------- | -------- | -------- | -------- | -------- | -------- | -------- | -------- | -------- | -------- | --------- | --------- | --------- | --------- | --------- | ---------- | ----- | ----------------------------------- |
| Jean-Baptiste Bernaz        | Laser       | 11       | 10       | 4        | 17       | 5        | 47       | 3        | 15       | 19       | 2         | Non couru | Non couru | 86        | 4e        | 4          | 90    | 5e                                  |
| Jonathan Lobert             | Finn        | 10       | 15       | 1        | 7        | 13       | 14       | 11       | 12       | 14       | 14        | Non couru | Non couru | 95        | 14e       | NC         | 95    | 14e                                 |
| Sofian Bouvet Jérémie Mion  | 470         | 6        | 6        | 10       | 2        | 6        | 6        | 14       | 9        | 20       | 22        | Non couru | Non couru | 79        | 8e        | 8          | 87    | 7e                                  |
| Pierre Le Coq               | RS:X        | 7        | 7        | 12       | 6        | 3        | 2        | 8        | 10       | 17       | 2         | 3         | 12        | 72        | 4e        | 14         | 86    | Médaille de bronze, Jeux olympiques |
| Julien d'Ortoli Noé Delpech | 49er        | 20       | 12       | 16       | 12       | 2        | 10       | 1        | 1        | 3        | 17        | 9         | 14        | 96        | 6e        | 4          | 100   | 5e                                  |

| Athlète                           | Compétition  | Régate 1 | Régate 2 | Régate 3 | Régate 4 | Régate 5 | Régate 6 | Régate 7 | Régate 8 | Régate 9 | Régate 10 | Régate 11 | Régate 12 | Total net | Total net | Medal Race | Total | Rang                                |
| Athlète                           | Compétition  | Score    | Score    | Score    | Score    | Score    | Score    | Score    | Score    | Score    | Score     | Score     | Score     | Score     | Rang      | Score      | Total | Rang                                |
| --------------------------------- | ------------ | -------- | -------- | -------- | -------- | -------- | -------- | -------- | -------- | -------- | --------- | --------- | --------- | --------- | --------- | ---------- | ----- | ----------------------------------- |
| Mathilde de Kerangat              | Laser Radial | 23       | 15       | 25       | 14       | 17       | 18       | 14       | 9        | 14       | 22        | Non couru | Non couru | 146       | 21e       | NC         | 146   | 21e                                 |
| Camille Lecointre Hélène Defrance | 470          | 6        | 18       | 2        | 3        | 4        | 13       | 7        | 8        | 7        | 2         | Non couru | Non couru | 50        | 4e        | 12         | 62    | Médaille de bronze, Jeux olympiques |
| Charline Picon                    | RS:X         | 1        | 2        | 1        | 4        | 5        | 10       | 5        | 11       | 8        | 26        | 3         | 10        | 60        | 3e        | 4          | 64    | Médaille d'or, Jeux olympiques      |
| Sarah Steyaert Aude Compan        | 49er FX      | 1        | 9        | 10       | 12       | 12       | 13       | 1        | 9        | 4        | 15        | 1         | 3         | 75        | 5e        | 8          | 83    | 7e                                  |

| Athlète                 | Compétition | Régate 1 | Régate 2 | Régate 3 | Régate 4 | Régate 5 | Régate 6 | Régate 7 | Régate 8 | Régate 9 | Régate 10 | Régate 11 | Régate 12 | Total net | Total net | Medal Race | Total | Rang |
| Athlète                 | Compétition | Score    | Score    | Score    | Score    | Score    | Score    | Score    | Score    | Score    | Score     | Score     | Score     | Score     | Rang      | Score      | Total | Rang |
| ----------------------- | ----------- | -------- | -------- | -------- | -------- | -------- | -------- | -------- | -------- | -------- | --------- | --------- | --------- | --------- | --------- | ---------- | ----- | ---- |
| Billy Besson Marie Riou | Nacra 17    | 7        | 19       | 15       | 8        | 13       | 15       | 2        | 1        | 1        | 3         | 11        | 7         | 83        | 7e        | 10         | 93    | 6e   |

## Volley-ball

### Beach-volley
Les qualifications sont terminées.
La France ne parvient pas à qualifier une paire pour les Jeux. La paire Krou-Rowlandson échoue aux portes de la qualification via le classement olympique.
La France ne sera donc pas représentée dans le tournoi masculin et féminin.

### Volley-ball (indoor)
Les qualifications sont terminées.
L'équipe de France masculine finit deuxième du TQO européen et doit donc disputer le TQO mondial pour se qualifier, ce qu'elle arrive à faire. La France fait ainsi son retour après 12 ans d'absence.
En revanche, l'équipe féminine, ne parvenant pas à se qualifier pour le TQO européen, est éliminée.

#### Tournoi masculin
Le 12 juillet 2016, le sélectionneur national Laurent Tillie dévoile sa liste de joueurs pour la phase de préparation et les Jeux Olympiques de Rio. Cette dernière comporte 12 joueurs.
Sélection
| #                         | Nom               | Club                     | Âge | Joués | Points |
| ------------------------- | ----------------- | ------------------------ | --- | ----- | ------ |
|                           | Laurent Tillie    |                          |     |       |        |
| Passeurs                  |                   |                          |     |       |        |
| 6                         | Benjamin Toniutti | Kedzierzyn-Kozle         | 26  | 5     | 4      |
| 13                        | Pierre Pujol      | AS Cannes                | 31  | 4     | 0      |
| Contreurs centraux        |                   |                          |     |       |        |
| 10                        | Kevin Le Roux     | Halkbank Ankara          | 27  | 5     | 28     |
| 14                        | Nicolas Le Goff   | Berlin RV                | 24  | 5     | 34     |
| 17                        | Franck Lafitte    | Arago Sète               | 27  | 0     | 0      |
| Pointus                   |                   |                          |     |       |        |
| 4                         | Antonin Rouzier   | Arkasspor Izmir          | 29  | 5     | 84     |
| 18                        | Thibault Rossard  | Spacer's Toulouse Volley | 22  | 2     | 6      |
| Réceptionneurs-attaquants |                   |                          |     |       |        |
| 5                         | Trévor Clévenot   | Spacer's Toulouse Volley | 22  | 0     | 0      |
| 7                         | Kevin Tillie      | Kedzierzyn-Kozle         | 25  | 5     | 39     |
| 9                         | Earvin Ngapeth    | Casa Modena              | 25  | 5     | 79     |
| 16                        | Nicolas Maréchal  | Skra Bełchatów           | 29  | 0     | 0      |
| Libéro                    |                   |                          |     |       |        |
| 2                         | Jenia Grebennikov | Treia                    | 25  | 5     | 0      |

Les résultats de la poule de la France sont :
| # | Équipe     | Pts | J | G | Gt | Pt | P | Sp | Sc | Ratio | Pp  | Pc  | Ratio |
| 1 | Italie     | 12  | 5 | 4 | 0  | 0  | 1 | 13 | 5  | 2.6   | 432 | 275 | 1.571 |
| 2 | Canada     | 9   | 5 | 3 | 0  | 0  | 2 | 10 | 7  | 1.429 | 378 | 378 | 1     |
| 3 | États-Unis | 9   | 5 | 3 | 0  | 0  | 2 | 10 | 8  | 1.25  | 419 | 405 | 1.035 |
| 4 | Brésil     | 9   | 5 | 3 | 0  | 0  | 2 | 11 | 9  | 1.222 | 467 | 442 | 1.057 |
| 5 | France     | 6   | 5 | 2 | 0  | 0  | 3 | 8  | 9  | 0.889 | 386 | 367 | 1.052 |
| 6 | Mexique    | 0   | 5 | 0 | 0  | 0  | 5 | 1  | 15 | 0.067 | 283 | 398 | 0.711 |

- Qualifiés pour les quarts de finale

Le détail des rencontres de l'équipe de France est le suivant :
| 7 août 2016 14 h 30 CEST | Italie  | 3 - 0 | France | Future Arena, Rio de Janeiro Arbitrage : Arbitres |
| 7 août 2016 14 h 30 CEST | Rapport |       |        | Future Arena, Rio de Janeiro Arbitrage : Arbitres |

| 9 août 2016 16 h 35 CEST | France  | 3 - 0 | Mexique | Future Arena, Rio de Janeiro Arbitrage : Arbitres |
| 9 août 2016 16 h 35 CEST | Rapport |       |         | Future Arena, Rio de Janeiro Arbitrage : Arbitres |

| 11 août 2016 22 h 05 CEST | Canada  | 0 - 3 | France | Future Arena, Rio de Janeiro Arbitrage : Andrey Zenovich Nasr Shaaban |
| 11 août 2016 22 h 05 CEST | Rapport |       |        | Future Arena, Rio de Janeiro Arbitrage : Andrey Zenovich Nasr Shaaban |

| 13 août 2016 22 h 05 CEST | États-Unis | 3 - 1 | France | Future Arena, Rio de Janeiro Arbitrage : Arturo di Giacomo Luis Gerardo Macias |
| 13 août 2016 22 h 05 CEST | Rapport    |       |        | Future Arena, Rio de Janeiro Arbitrage : Arturo di Giacomo Luis Gerardo Macias |

| 16 août 2016 03 h 35 CEST | Brésil  | 3 - 1 | France | Future Arena, Rio de Janeiro Arbitrage : Juraj Mokrý Nasr Shaaban |
| 16 août 2016 03 h 35 CEST | Rapport |       |        | Future Arena, Rio de Janeiro Arbitrage : Juraj Mokrý Nasr Shaaban |

## Water-polo
Les qualifications sont terminées.
L'équipe de France masculine se qualifie en remportant au bout du suspense son quart de finale du TQO face aux Pays-Bas. Elle fait son retour aux Jeux après 24 ans d'absence.
En revanche, l'équipe féminine échoue au même stade contre les États-Unis et ne se qualifie pas.

### Tournoi masculin
Le 13 juillet 2016, le sélectionneur national Florian Bruzzo dévoile sa liste de joueurs pour la phase de préparation et les Jeux olympiques de Rio. Cette dernière comporte 13 joueurs.
Sélection
| #           | Nom                | Club                  | Âge | Joués | Buts | 20C | 20F | 2EX | EDS | EDN |
| ----------- | ------------------ | --------------------- | --- | ----- | ---- | --- | --- | --- | --- | --- |
|             | Florian Bruzzo     |                       |     |       |      |     |     |     |     |     |
| Gardiens    |                    |                       |     |       |      |     |     |     |     |     |
| 1           | Rémi Garsau        | CN Marseille          | 31  | 5     | 0    | 0   | 0   | 0   | 0   | 0   |
| 13          | Jonathan Moriamé   | CN Noisy              | 32  | 0     | 0    | 0   | 0   | 0   | 0   | 0   |
| Défenseurs  |                    |                       |     |       |      |     |     |     |     |     |
| 4           | Enzo Khasz         | CN Marseille          | 22  | 5     | 1    | 3   | 1   | 0   | 1   | 0   |
| 6           | Thibaut Simon      | CN Marseille          | 32  | 5     | 3    | 4   | 3   | 0   | 1   | 0   |
| Demi        |                    |                       |     |       |      |     |     |     |     |     |
| 3           | Igor Kovacevic     | CN Marseille          | 27  | 5     | 2    | 5   | 2   | 0   | 1   | 0   |
| Polyvalents |                    |                       |     |       |      |     |     |     |     |     |
| 7           | Ugo Crousillat     | CN Marseille          | 25  | 5     | 5    | 1   | 3   | 0   | 0   | 0   |
| 8           | Michal Iždinský    | Olympic Nice Natation | 23  | 5     | 1    | 3   | 1   | 0   | 0   | 0   |
| 9           | Mehdi Marzouki     | Spandau Berlin        | 29  | 5     | 5    | 2   | 1   | 0   | 0   | 0   |
| 10          | Mathieu Peisson    | Sète NEDD             | 32  | 5     | 3    | 0   | 5   | 0   | 0   | 0   |
| 11          | Petar Tomašević    | Olympic Nice Natation | 27  | 5     | 1    | 7   | 0   | 0   | 0   | 0   |
| Pointes     |                    |                       |     |       |      |     |     |     |     |     |
| 2           | Rémi Saudadier     | Spandau Berlin        | 30  | 5     | 2    | 2   | 2   | 0   | 0   | 0   |
| 5           | Romain Blary       | SN Strasbourg         | 30  | 5     | 3    | 3   | 0   | 0   | 0   | 0   |
| 12          | Alexandre Camarasa | CN Marseille          | 29  | 5     | 2    | 1   | 4   | 0   | 0   | 0   |

Les résultats de la poule de la France sont :
|   | Équipe     | Pts | J | G | N | P | Bp | Bc | Diff |
| - | ---------- | --- | - | - | - | - | -- | -- | ---- |
| 1 | Espagne    | 7   | 5 | 3 | 1 | 1 | 46 | 35 | 11   |
| 2 | Croatie    | 6   | 5 | 3 | 0 | 2 | 37 | 37 | 0    |
| 3 | Italie     | 6   | 5 | 3 | 0 | 2 | 40 | 41 | -1   |
| 4 | Monténégro | 5   | 5 | 2 | 1 | 2 | 36 | 32 | 4    |
| 5 | États-Unis | 4   | 5 | 2 | 0 | 3 | 35 | 35 | 0    |
| 6 | France     | 2   | 5 | 1 | 0 | 4 | 28 | 42 | -14  |

|  | Qualifié pour les quarts de finale                                                                                     |
|  | Éliminé |
|  | Pts points ; J joués ; G victoires ; N nuls ; P défaites BP buts marqués ; BC buts encaissés ; Diff différence de buts |

Le détail des rencontres de l'équipe de France est le suivant :
| 6 août 2016 18 h 00 CEST | France                                   | 4 - 7   | Monténégro  | Maria Lenk Aquatic Center, Rio de Janeiro Arbitrage : Mark Koganov Peter Molnar |
| 6 août 2016 18 h 00 CEST | (1) Crousillat, Peisson, Marzouki, Khasz | (0 - 5) | (4) Radović | Maria Lenk Aquatic Center, Rio de Janeiro Arbitrage : Mark Koganov Peter Molnar |
| 6 août 2016 18 h 00 CEST | Rapport                                  |         |             | Maria Lenk Aquatic Center, Rio de Janeiro Arbitrage : Mark Koganov Peter Molnar |

| 8 août 2016 15 h 20 CEST | Italie      | 11 - 8  | France                      | Maria Lenk Aquatic Center, Rio de Janeiro Arbitrage : Radoslaw Koryzna Sergey Naumov |
| 8 août 2016 15 h 20 CEST | (4) Aicardi | (8 - 4) | (2) Kovacevic, Simon, Blary | Maria Lenk Aquatic Center, Rio de Janeiro Arbitrage : Radoslaw Koryzna Sergey Naumov |
| 8 août 2016 15 h 20 CEST | Rapport     |         |                             | Maria Lenk Aquatic Center, Rio de Janeiro Arbitrage : Radoslaw Koryzna Sergey Naumov |

| 10 août 2016 16 h 40 CEST | France                            | 3 - 6 | États-Unis  | Maria Lenk Aquatic Center, Rio de Janeiro Arbitrage : German Moller Adrian Alexandrescu |
| 10 août 2016 16 h 40 CEST | (1) Crousillat, Peisson, Camarasa |       | (3) Samuels | Maria Lenk Aquatic Center, Rio de Janeiro Arbitrage : German Moller Adrian Alexandrescu |
| 10 août 2016 16 h 40 CEST | Rapport                           |       |             | Maria Lenk Aquatic Center, Rio de Janeiro Arbitrage : German Moller Adrian Alexandrescu |

| 12 août 2016 15 h 20 CEST | Espagne       | 10 - 4  | France         | Maria Lenk Aquatic Center, Rio de Janeiro Arbitrage : Fabio Toffoli Peter Molnar |
| 12 août 2016 15 h 20 CEST | (3) Saglietti | (6 - 1) | (2) Crousillat | Maria Lenk Aquatic Center, Rio de Janeiro Arbitrage : Fabio Toffoli Peter Molnar |
| 12 août 2016 15 h 20 CEST | Rapport       |         |                | Maria Lenk Aquatic Center, Rio de Janeiro Arbitrage : Fabio Toffoli Peter Molnar |

| 14 août 2016 21 h 50 CEST | France       | 9 - 8   | Croatie   | Maria Lenk Aquatic Center, Rio de Janeiro Arbitrage : Hatem Abdelaziz Gaber Shi Wei Ni |
| 14 août 2016 21 h 50 CEST | (3) Marzouki | (6 - 5) | (3) Sukno | Maria Lenk Aquatic Center, Rio de Janeiro Arbitrage : Hatem Abdelaziz Gaber Shi Wei Ni |
| 14 août 2016 21 h 50 CEST | Rapport      |         |           | Maria Lenk Aquatic Center, Rio de Janeiro Arbitrage : Hatem Abdelaziz Gaber Shi Wei Ni |